# Хронология истории Гонконга
Хронология истории Гонконга охватывает период с первых упоминаний этой местности в источниках и до наших дней, а также иллюстрирует важнейшие процессы, происходившие в экономике, политике и культуре этого города, освещает отношения китайских жителей Гонконга с местной властью. Также данная хронология рассказывает о важнейших инфраструктурных проектах и наиболее выдающихся в архитектурном плане строениях, оказавших значительное влияние на развитие и внешний облик Гонконга. Со второй половины XIX века и практически до конца XX века этот оживлённый порт и центр международной торговли был ареной противоборства и сотрудничества двух культур и экономических укладов — европейского и китайского. Гонконг выполнял роль моста во взаимодействии и взаимопроникновении западной и восточной культур, а также играл важную роль в распространении среди китайцев европейских знаний и развитии синологии. И даже после перехода Гонконга под юрисдикцию Китая в 1997 году он продолжает служить своеобразным окном, через которое в огромную страну попадают инвестиции, новые технологии, культура ведения бизнеса, тенденции моды и веяния демократии.

## Хронология

### До 1839 года
| Дата                 | Событие |
| I век                | Ранние поселения на территории Гонконга существовали уже в начале I тысячелетия, о чём свидетельствует относящаяся к периоду династии Восточная Хань гробница Лэй-Чэн-Ук (Lei Cheng Uk), обнаруженная в 1955 году в районе Чхёнсавань (современный округ Самсёйпоу).                                                       |
| XI век               | В прибрежные области современной провинции Гуандун (включая район Гонконга) начали массово переселяться китайцы, которые постепенно ассимилировали или вытеснили коренное население здешних мест — юэ (некоторые исследователи считают их предками вьетов и тайских народов).                                              |
| 1197 год             | Солевары с острова Даюйшань, недовольные налоговым гнётом, подняли восстание и под предводительством Фан Дэна на время взяли под свой контроль прибрежные воды. |
| 1266 год             | На территории современного округа Сайкун был построен храм Тяньхоу или Тиньхау (сегодня он является старейшим и крупнейшим храмом Гонконга, посвящённым богине Мацзу). |
| 1279 год             | 19 марта в морском сражении у Ямэня (современный район Синьхуэй округа Цзянмынь) флот империи Юань разбил остатки флота империи Южная Сун, а несколько спасшихся чиновников императорского суда нашли приют на острове Даюйшань.                                                                                           |
| 1395 год             | Основан город Цзюлун (Цзюлунчжай), выполнявший роль военной крепости. |
| Первая треть XV века | Мимо Гонконга неоднократно проплывал китайский мореплаватель Чжэн Хэ, нанёсший многие здешние топонимы на свои карты. |
| 1513 год             | Португальский путешественник Жоржи Альвареш основал на территории современного округа Тхюньмунь торговое поселение. |
| 1661 год             | Началась «Большая чистка» или «Большая эвакуация», во время которой цинские войска изгоняли из прибрежных районов Гуандуна сторонников империи Мин. В итоге большая часть населения уезда Синьань, к которому относилась и территория материковой части современного Гонконга, была насильственно выселена в глубь страны. |
| 1699 год             | На острове Даюйшань в рыбацкой деревне Тай-О был построен храм Ху-Он или Хаувон, посвящённый легендарному полководцу империи Южная Сун. |
| Начало XVIII века    | Семья Тай (по происхождению — хакка из Гуандуна) построила на острове Гонконг новый храм Тяньхоу. |
| 1718 год             | Местные жители деревни Ванчау (современный округ Юньлон) построили храм Исин или Ишин. |
| 1730 год             | В Цзюлуне был построен храм Ху-Он. |
| 1773 год             | На юге острова Гонконг (современный район Эбердин или Шипайвань) местные жители построили храм Хуншин. |
| 1783 год             | Выходцы из Хойчжоу, жившие на острове Чанчжоу или Чунчау (современный округ Айлендс), в честь избавления от чумы, вспыхнувшей в 1777 году, построили храм Пактай. |
| 1798 год             | Местные рыбаки построили на острове Пинчжоу или Пэнчау (современный округ Айлендс) храм Тяньхоу. |
| 1809 год             | Состоялась битва между пиратской армией Чжан Баоцзы, который с конца XVIII века превратил Гонконг в свою вотчину и собирал дань с китайских и португальских торговых судов, и объединённым флотом императорского наместника Гуандуна и губернатора португальской колонии Макао.                                            |
| 1813 год             | Местные рыбаки построили на острове Чанчжоу храм Хуншин. |
| 1821 год             | На острове Гонконг насчитывалось около 70 дворов местных жителей, в основном рыбаков, ловцов жемчуга, солеваров, изготовителей благовоний и мелких торговцев. |
| 1839 год             | В марте посланник императора Линь Цзэсюй блокировал иностранные фактории в Гуанчжоу и уничтожил большую партию опиума, что фактически повлекло за собой начало Первой опиумной войны. |

|                   |                   |                   |                   |
| Гонконг, 1841 год | Гонконг, 1845 год | Гонконг, 1846 год | Гонконг, 1846 год |

### 1840—1859 годы
| Дата     | Событие |
| 1840 год | В апреле британское правительство официально объявило Китаю войну. 30 августа на переговорах, проходивших в Тяньцзине между генерал-губернатором Чжили Ци Шанем и управляющим британской торговлей в Китае Чарльзом Эллиотом, китайская сторона отвергла требование Великобритании об отчуждении острова Гонконг (топоним Гонконг произошёл из названия гавани Хёнкон (иер. трад. 香港), ныне известной как район Эбердин или Шипайвань, где британские суда пополняли запасы пресной воды). |
| 1841 год | 20 января Цинский Китай был вынужден согласиться на уступку острова Гонконг (позже обе воюющие стороны отказались от этой договорённости). 26 января Гонконг был объявлен британской колонией, а его первым руководителем (администратором) стал Чарльз Эллиот. В феврале британские власти объявили, что приветствуют заход в порт судов из любых стран. Вслед за английскими войсками и торговцами на остров потянулось китайское население. К маю оно превысило 5,5 тыс. человек (более половины китайцев жили в двух десятках деревень, остальные работали грузчиками, строителями, торговцами, лодочниками и селились недалеко от европейцев). 7 июня Эллиот объявил Гонконг свободным портом, в котором торговцы не будут обкладываться налогами. Вскоре состоялась продажа прав пользования земельными участками, на которых развернулось бурное строительство. Первые склады на острове построили компании «Линдсей энд Ко» и «Джардин, Матисон энд Ко», началось сооружение центральной улицы нового города — Виктории, названного в честь королевы Великобритании. В конце июня на Гонконг обрушились два мощных тайфуна, которые уничтожили все новые постройки. 12 августа новым администратором Гонконга стал Генри Поттингер. В начале осени в огне большого пожара почти полностью был уничтожен местный чайнатаун. В этом же году секретарь администрации по китайским делам Джон Роберт Моррисон (сын миссионера и выдающегося китаеведа Роберта Моррисона) начал издавать «Гонконг Газетт»; в Гонконге была учреждена католическая префектура, контролируемая Семинарией иностранных миссий в Милане.                                |
| 1842 год | В марте Генри Поттингер своей декларацией подтвердил свободу торговли в Гонконге. 29 августа был подписан Нанкинский договор, по которому император Китая уступил Великобритании остров Гонконг в вечное пользование. Уже скоро Гонконг стал для англичан главным опорным пунктом торговли в Китае и основной военной базой на Дальнем Востоке. В этом же году миссионеры Шук и Уайт начали издавать газету «Френд оф Чайна»; в колонии обосновалось Американское баптистское общество зарубежных миссионеров; к концу года в Гонконге уже существовали англиканская, католическая и баптистская молельни. |
| 1843 год | 5 апреля была утверждена «Гонконгская хартия», а 6 апреля — «Губернаторские инструкции», в соответствии с которыми и создавался административный аппарат колонии. Губернатор сосредотачивал в своих руках всю законодательную, исполнительную и судебную власти, а его деятельность контролировалась непосредственно из Лондона. При губернаторе существовали законодательный и административный советы, которые на начальном этапе выполняли лишь консультативные функции. Весной под влиянием патриотических организаций Гуанчжоу в колонии вспыхнула забастовка китайских торговцев и рабочих, выступавших против строительства Гонконгского порта. В апреле — мае были разгромлены помещения правительственной канцелярии, миссионерской школы Моррисоновского просветительского общества, фирм «Джардин, Матисон энд Ко», «Дэнт энд Ко» и «Джиллеспи». 26 июня первым губернатором Гонконга стал Генри Поттинджер, который одновременно занимал посты управляющего британской торговлей в Китае и посланника Британии в Цинской империи. 8 октября был заключён дополнительный англо-китайский договор, по которому все китайские торговцы, следовавшие в Гонконг, должны были получать специальные пропуска и платить таможенные пошлины за товары, вывозимые из колонии. 23 октября Поттинджер разрешил заход в гонконгский порт судам с опиумом. В этом же году в Гонконге состоялась первая конференция христианских проповедников в Китае; в колонию из Малакки был переведён Англо-китайский колледж (семинария), который возглавлял выдающийся миссионер-синолог Джеймс Легг; был построен первый католический собор (сгорел в 1859 году). |
| 1844 год | 8 мая новым губернатором Гонконга стал Джон Дэвис. Попытка ввести с осени ежегодную платную регистрацию проживавших в Гонконге лиц закончилась бегством из колонии 3 тыс. китайцев (после многочисленных протестов этот проект был властями отменён). В этом же году в районе Чичжу (Стэнли) было похищено жалованье гарнизона колонии (12 тыс. рупий); из среды китайцев были назначены старейшины (баотоу или баочжэн), имевшие неформальный статус посредников между властями и местными жителями, но этот институт не прижился. |
| 1845 год | 3 апреля в Гонконге открылась Королевская Сассекская масонская ложа, а 8 декабря — Зетландская масонская ложа. В этом же году колониальные власти издали указ о пресечении деятельности тайного общества «Саньхэхуэй» («Триада»), а также ввели клеймение преступников и членов антицинских тайных обществ (последних после этого выдавали властям Китая). Кроме того, губернатор Дэвис попытался пресечь проституцию, выслав большую группу «жриц любви» за пределы колонии; судоходная компания «Пи энд Оу» открыла регулярное сообщение между Гонконгом и Великобританией; в Гонконге стали выходить газеты «Чайна Мейл», которой покровительствовала компания «Джардин, Матисон энд Ко», и «Оверленд Френд оф Чайна»; открылся Гонконгский клуб, в состав которого входили самые состоятельные и влиятельные люди колонии (вплоть до 1945 года членство в нём китайцев и индусов было запрещено). 97 % населения Гонконга были китайцами (строительными рабочими, слугами, лодочниками и мелкими торговцами), постоянно проживающих в колонии европейцев насчитывалось 595 человек, главным образом коммерсантов и их служащих. К концу года в городе Виктория было построено уже 1874 новых здания. За прошедший год в порт Гонконга зашло 672 судна общим тоннажем 227 тыс. тонн. |
| 1846 год | Состоялись первые скачки на ипподроме «Хэппи Вэлли», созданном на месте осушенного болота (современный округ Ваньчай). |
| 1847 год | 15 января в Гонконге было создано китайское отделение Королевского азиатского общества, которое внесло значительный вклад в изучение Китая. В этом же году в колонии насчитывалось 26 тайных обществ, входивших в систему «Саньхэхуэй», каждое из которых имело около ста членов. Они обладали огромным влиянием на китайское население Гонконга и тесно сотрудничали с местными пиратами. Также в этом году власти начали продавать ежемесячные лицензии владельцам опиекурилен (по 10 долл.), производителям и торговцам опиумом (по 20 долл.) и продавцам сырого опиума (по 30 долл.); в Гонконге обосновались Английская пресвитерианская миссия, Рейнское миссионерское общество и Южное отделение Базельского миссионерского общества. За прошедший год в порт Гонконга зашло 694 судна общим тоннажем 228 тыс. тонн, в том числе из портов по реке Чжуцзян — 238 (83 тыс. т), из портов китайского побережья — 139 (24 тыс. т), из Индии — 111 (66 тыс. т), из Южной Америки — 56 (16 тыс. т), из Великобритании — 53 (21 тыс. т), из Австралии — 33 (10 тыс. т), из Северной Америки — 16 (8 тыс. т). |
| 1848 год | 21 марта губернатором Гонконга стал Джордж Бонэм. В морских сражениях, случившихся 28 сентября и 3 октября, британцы разгромили флот пиратского главаря Цю Ябао, состоявший из 23 джонок и насчитывавший 1,8 тыс. бойцов, а также сожгли две верфи, построенные пиратами на китайском побережье. В этом же году образовалась любительская драматическая труппа. |
| 1849 год | 11 марта состоялось первое богослужение в англиканском кафедральном соборе Святого Иоанна Богослова. Осенью британцы разгромили пиратского главаря Шап Нг-цзая, который располагал 64 джонками, 1224 орудиями и 3150 бойцами (причём 58 джонок были потоплены). В этом же году население Гонконга превысило 30 тыс. человек; была построена первая мечеть и основан Клуб регаты города Виктория. К концу 40-х годов в Гонконге складировалось и затем реализовывалось в Китае 3/4 индийского урожая опиума (господствующее положение в сфере торговли опиумом принадлежало компаниям «Джардин, Матисон энд Ко» и «Дэнт энд Ко»); кроме того, через колонию в Гуанчжоу поставляли хлопок-сырец, хлопчатобумажные ткани и пряжу, металлические изделия, а обратно вывозили шёлк, чай, фарфор, сахар, индиго; в полиции Гонконга числилось 168 человек, в том числе 51 китаец и 46 индийцев. |
| 1850 год | В марте в заливе Дапэнвань британцы вновь разбили пиратскую флотилию Цю Ябао, состоявшую из 13 джонок. В этом же году в Гонконге обосновались Берлинское миссионерское общество и католическая Миланская зарубежная миссия. За прошедший год в порт Гонконга зашло 884 судна общим тоннажем 299 тыс. тонн. |
| 1851 год | Во время крупного пожара в скученном китайском районе одновременно сгорело 458 домов. Выходцы из Аньфэна построили храм Ицы, который вскоре превратился в прибежище для умирающих бедняков и складом незахороненных трупов (когда власти в 1856 году обнаружили этот храм, в прессе развернулась бурная антикитайская компания). Был основан Клуб крикета; в колонии обосновалось Берлинское женское миссионерское общество; стоимость английских промышленных товаров, поставлявшихся в Китай через Гонконг, составила 11,5 млн фунтов, индийских товаров — 1,5 млн ф. ст., а опиума — 6 млн ф. ст.. |
| 1852 год | В Гонконге обосновалось Уэслианское методистское миссионерское общество. |
| 1853 год | В Гонконге было построено большое здание местной масонской ложи и стали регулярно проводиться съезды масонов («масонские балы»). Правительство начало издавать «Гонконг Гавернмент Газетт». За год в водах Гонконга было совершено 70 нападений пиратов на европейские суда, причём в летний период в среднем совершалось 14 атак в месяц. |
| 1854 год | 13 апреля губернатором Гонконга стал Джон Бауринг. Приближение войск тайпинов к Гуанчжоу усилило приток китайских беженцев в колонию, а в Цзюлуне неоднократно происходили вооружённые столкновения. Среди беженцев было немало состоятельных людей, и вскоре китайский капитал стал играть определённую роль в колонии. Например, компрадор Го Ясян в 1854 году купил у компании «Пи энд Оу» судостроительные и судоремонтные верфи в Гонконге, создал своё пароходство (к 1876 году он стал крупнейшим налогоплательщиком среди китайцев колонии). В сентябре в порт Гонконга вошёл тайпинский флот под командованием Хун Сюцзуна. В этом же году расходы на полицию составили 8620 ф. ст., а на образование — 120 ф. ст.. |
| 1855 год | В январе в порт Гонконга вошли китайские правительственные джонки с двумя тысячами солдат на борту, и британским колониальным властям с трудом удалось предотвратить сражение между ними и тайпинами. В том же январе англичане издали указ, запретивший судам воюющих сторон заходить в воды Гонконга, а губернатор Бауринг и адмирал Стирлинг по просьбе императорского наместника Е Миншэня даже отправились на военных кораблях в Гуанчжоу для защиты города от наступавших тайпинов. В сентябре экспедицией Бауринга в колонию были доставлены 270 русских пленных с потерпевшего крушение у берегов Японии фрегата «Диана» (после заключения российско-британского мира в июне 1856 года они были отправлены на родину). В этом же году был принят «Закон о китайских пассажирах», установивший минимум условий для перевозки эмигрантов морским транспортом (это стало ответом властей на ужасные условия, в которых содержались и перевозились кули из Гонконга). |
| 1856 год | В сентябре в Гонконг прибыла флотилия тайпинов под командованием Мао Чаншоу, который объединился с главарём пиратов Лу Дунцзю (повстанцы просили военной помощи для атаки на императорские войска у южных берегов Гуандуна, но британцы отказали им в этом). 8 октября китайские власти задержали в порту Гуанчжоу британский бриг, что стало формальным поводом для начала Второй Опиумной войны. Британские войска, сосредоточенные в Гонконге, с 23 октября по 13 ноября предприняли ряд атак на Гуанчжоу, но вскоре, из-за недостатка военных сил, были вынуждены вернуться в колонию. Китайские власти изгнали всех иностранцев из Гуанчжоу в Гонконг и фактически блокировали остров, а часть китайского населения покинула Гонконг. В этом же году закрылся Англо-китайский колледж. |
| 1857 год | В январе 400 европейцев были отравлены хлебом, содержавшим мышьяк, а полиция в ответ провела массовые аресты «подозрительных лиц». В феврале в Гонконг стали прибывать британские и французские войска (к середине декабря здесь уже находилось 26 британских и 13 французских военных кораблей, 4,5 тыс. британских и 1,3 тыс. французских военнослужащих). В ноябре в связи с распространением в порту венерических заболеваний был издан закон об «обязательном лечении и расследовании обстоятельств заражения». Кроме того, власти обложили налогом «весёлые кварталы», а полученные средства направили на содержание специализированной больницы. В том же ноябре на пароходе «Америка» в Гонконг прибыл граф Евфимий Путятин. 12 декабря послы Британии и Франции направили наместнику Е Миншэню ультиматум. Не получив нужного ответа, союзники начали наступление. В этом же году достигла своего пика эмиграция кули через Гонконг (26,2 тыс. человек); был арестован главарь преступного мира колонии Хуан Мочжоу; предприниматель Лапрейк построил в районе Шипайвань (Эбердин) первый сухой док; открылось отделение «Чартерного торгового банка Индии, Лондона и Китая» («Юли»); начала издаваться газета «Дейли Пресс»; было учреждено консульство России в Гонконге (однако, вплоть до начала XX века обязанности консулов выполняли иностранцы). |
| 1858 год | 5 января англо-французские войска захватили Гуанчжоу. 26 июня между Британией и Китаем был подписан Тяньцзиньский договор, по которому англичане получили право иметь посланника в Пекине, что в свою очередь позволило не совмещать, как это было ранее, должности губернатора Гонконга и дипломатического представителя в Поднебесной. После подписания договора и существенного расширения географии «открытых портов» роль Гонконга несколько снизилась, зато быстро росло значение Шанхая (если в 1856 году внешнеторговый оборот Гонконга составлял 928 тыс. ф. ст., а Шанхая — 993 тыс. ф. ст., то уже в 1866 году оборот Гонконга составлял 1,352 млн ф. ст., а Шанхая — 4,211 млн ф. ст.). В этом же году в Гонконге вспыхнула эпидемия холеры, местным китайцам было разрешено входить в состав суда присяжных, власти обложили ломбарды высоким налогом (500 долл. в год), стало выходить приложение к «Дейли Пресс» — газета «Чжунвай Синьбао». Кроме того, был смещён главный регистратор колонии Колдуэлл, который собирал дань с китайских купцов, казино и публичных домов, покровительствовал главарям тайных обществ и пиратам. |
| 1859 год | 9 сентября губернатором Гонконга стал Геркулес Робинсон. В этом же году открылось отделение «Чартерного банка Индии, Австралии и Китая» («Мэйцзяли») — ведущего британского банка в Китае того времени. К концу 50-х годов тайные общества установили контроль над рынком рабочей силы, взимая поборы с китайцев, работавших по найму в Гонконге, а также организовали отправку из колонии кули в США, Юго-Восточную Азию и Австралию. |

|                   |                   |                   |                   |
| Гонконг, 1850 год | Гонконг, 1851 год | Гонконг, 1864 год | Гонконг, 1865 год |

### 1860—1899 годы
| Дата     | Событие |
| 1860 год | 21 марта было достигнуто соглашение о передаче англичанам в аренду полуострова Цзюлун. 24 октября был подписан Пекинский договор, по которому полуостров Цзюлун отошёл Британии уже в качестве составной части колонии Гонконг. В этом же году газета «Френд оф Чайна», критиковавшая деятельность колониальной администрации, была вынуждена переехать из Гонконга в Гуанчжоу; был введён налог на вывески, против которого активно протестовали торговцы; в знак протеста против принудительной регистрации бастовали грузчики. |
| 1861 год | Создана Генеральная торговая палата — крупнейшее объединение гонконгских коммерсантов. Основана страховая компания «Каи». |
| 1862 год | Колония перешла с золотого стандарта на серебряный, что усилило связь и взаимозависимость с экономикой Китая. Власти Гонконга объявили об обязательной проверке всех судов, на которых из колонии вывозили кули. |
| 1863 год | Было построено водохранилище Бофулинь (Покфулам) вместимостью 2 млн галлонов (после нескольких расширений его объём увеличился до 70 млн галлонов). В знак протеста против принудительной регистрации бастовали носильщики паланкинов. На базе доков Лапрейка (Гонконг) и Купера (Гуанчжоу) была создана компания «Гонконг энд Вампу Док», которую возглавил представитель пароходства «Пи энд Оу». Открылось представительство «Центрального банка Западной Индии». |
| 1864 год | Колониальные власти провели массовую депортацию профессиональных нищих, буквально запрудивших улицы города; объединились газеты «Чайна Мейл» и «Гонконг Мейл энд Шиппинг Лист», началось издание газеты «Хуацзы Жибао»; несколько миссионерских школ были объединены в одну Центральную школу, которую посещало 140 учеников. К концу года население Гонконга составляло более 125 тыс. человек, школы посещало лишь 13 % детей, большинство из которых были европейцами. |
| 1865 год | В марте по инициативе основных торговых домов Гонконга (за исключением «Джардин, Матисон энд Ко»), а также нескольких коммерсантов из числа местных парсов была создана «Гонконг-Шанхайская банковская корпорация» («Хуэйфэн»). 16 октября были утверждены новые «Губернаторские инструкции», в соответствии с которыми в законодательный совет кроме пяти чиновников (губернатора, командующего гарнизоном, верховного судьи, генерального прокурора и казначея) входили ещё четыре неофициальных члена (в том числе три представителя крупнейших фирм «Дэнт энд Ко», «Джардин, Матисон энд Ко», «Джибб, Ливингстон энд Ко» или «Пэнинсьюла энд Ориентал»). В административный совет теперь входили губернатор, командующий гарнизоном, секретарь администрации и генпрокурор. В этом же году в Гонконге вспыхнула новая эпидемия холеры; были созданы пароходная компания «Гонконг, Кантон энд Макао Стимбоут Нэвигейшн» и страховая компания «Баонин». |
| 1866 год | 11 марта губернатором Гонконга стал Ричард Грейвс Макдоннелл. В этом же году колонию охватил серьёзный банковский кризис (к началу 1867 года из 11 местных банков разорилось пять). |
| 1867 год | 9 февраля в Гонконге умер итальянский путешественник Филиппо де Филиппи. 15 октября китайские власти в лице наместника Гуандуна и начальника местной таможни, желавшие собирать пошлину с опиума, установили блокаду Гонконга (вокруг колонии были созданы девять таможенных пунктов, китайские катера задерживали джонки с товарами, в том числе и следовавшие транзитом в Гуанчжоу). В этом же году разорился один из крупнейших торговых домов Гонконга «Дэнт энд Ко»; во время крупного пожара в скученном китайском районе одновременно сгорело около пяти сотен домов; губернатор Макдоннелл попытался ввести запрет на игорные дома, но был вынужден объявить об официальной продаже лицензий на открытие казино (вскоре примеру Гонконга последовали Макао и Гуанчжоу). |
| 1868 год | Была создана крупнейшая гильдия «Наньбэй Хан», в которую входили наиболее влиятельные китайские предприниматели Гонконга. «Джардин, Матисон энд Ко» поглотила компанию «Гонконг Фаэр Иншуранс», которая специализировалась на страховании от пожаров. Торговля с Гонконгом составила 17,5 % внешнеторгового оборота Китая. Власти издали указ о наказании за плохое обращение с кули. Начал выходить журнал «Чайниз Мэгэзин». |
| 1869 год | Финансовое положение доселе дотационного Гонконга настолько улучшилось, что британское правительство издало приказ о ежегодном отчислении из бюджета колонии 20 тыс. фунтов стерлингов на нужды обороны империи (с 1889 года эта цифра возросла до 40 тыс. ф. ст.). В 60-х годах все полицейские участки были оснащены телеграфом, власти создали полицейскую школу и специальную портовую полицию, численность личного состава увеличилась до 598 человек (из которых 377 были индийцами, а 132 — китайцами). |
| 1870 год | На средства крупных китайских предпринимателей Гонконга была построена больница традиционной медицины «Дунхуа Июань», на базе которой позже возникла целая система больниц, домов для престарелых, средних школ, детских садов, кладбищ и похоронных бюро для китайцев (вплоть до 1945 года для местного населения колонии не было иной альтернативы в области традиционной медицины). В состав комитета больницы «Дунхуа» входили самые влиятельные коммерсанты из числа китайцев, которые на его основе создали неформальное «правительство», решавшее самые различные проблемы китайского населения Гонконга. В начале 70-х годов первенство в торговле опиумом перешло к компании «Д. Сэссун, Санз энд Ко» («Лаошасунь»), принадлежавшей семье ближневосточных евреев, сделавших состояние в Индии; лидировавшая до этого компания «Джардин, Матисон энд Ко» из-за роста конкуренции и высокого социального статуса её владельцев в Британии постепенно вышла из этого «неблаговидного» бизнеса. |
| 1871 год | По распоряжению из Лондона политика лицензирования игорного бизнеса была отменена, после чего азартные игры окончательно ушли в тень. |
| 1872 год | 16 апреля губернатором Гонконга стал Артур Кеннеди. В августе в знак протеста против введения налога на ночлежки началась забастовка кули. |
| 1873 год | Местная газета «Дейли Адвертайзер» была переименована в «Гонконг Таймс», под началом видного общественного деятеля Ван Тао начала выходить газета «Сюньхуань Жибао» (типография, в которой печаталась газета, в 1871 году была куплена у миссионеров). |
| 1874 год | В сентябре в результате бушевавшего тайфуна в порту Гонконга пострадало 35 крупных кораблей и погибло около 2 тыс. человек. В этом же году в состав административного совета были введены ещё два чиновника, расширив его до шести человек; в колонии было 18 католических школ, в которых обучалось 723 ученика (после закрытия в 50—60-х годах XIX века многих протестантских учебных заведений и замены их государственными, католические миссии продолжали сохранять своё влияние). |
| 1875 год | Католическая Школа Спасителя была преобразована в Колледж Святого Иосифа. |
| 1876 год | Был возрождён Колледж Святого Павла, основанный ранее первым англиканским епископом гонконгского диоцеза Дж. Смитом; «Джардин, Матисон энд Ко» основала сахарную фабрику «Чайна Шугар Рефайнинг». |
| 1877 год | 22 апреля губернатором Гонконга стал Джон Поуп-Хеннесси, который одним из первых среди британских чиновников уважительно относился к местным китайцам. С его подачи неофициальным членом законодательного совета стал первый китаец — юрист У Тинфан, он отменил клеймение китайских правонарушителей и телесные наказания, открыл для китайских жителей центральный район Гонконга, ранее закрытый для них. В этом же году сблизившиеся «Джардин, Матисон энд Ко» и «Гонконг-Шанхайская банковская корпорация» совместно предоставили императору крупный заем в 1,6 млн ф. ст.; «Джардин, Матисон энд Ко» объединила несколько своих пароходств в компанию «Индо-Чайна Стим Нэвигейшн» («Ихэ»); была разрешена практика первому китайскому адвокату Гонконга. |
| 1878 год | Начал издаваться журнал «Фар Ист» (он выходил одновременно в Гонконге, Шанхае и Токио). |
| 1879 год | В октябре пожар уничтожил угольные склады компании «Д. Сэссун, Санз энд Ко», в декабре сгорели 368 домов, нанеся ущерб в размере 1 млн долларов. |
| 1880 год | К началу 80-х годов китайские жители Гонконга являлись крупнейшими владельцами недвижимости в колонии, в их руках находилось 90 % денежной массы, от них в казну поступало 90 % налогов. Среди 18 местных компаний, числившихся крупнейшими налогоплательщиками, только «Джардин, Матисон энд Ко» являлась европейской. Число членов влиятельной гильдии «Наньбэй хан», которая осуществляла торговлю с портами китайского побережья и Юго-Восточной Азии, возросло до 395, а численность китайских коммерсантов, занимавшихся торговлей в самой колонии, увеличилась до 2377. Большая часть экономического и политического влияния была сосредоточена у так называемых «четырёх больших семей Гонконга» — Ли, Хо (Ху), Хой и Ло (Лу). В январе власти разрешили китайским коммерсантам покупать у частных лиц и правительства земли в центре Виктории, что вскоре переросло в масштабную спекуляцию земельными участками и даже привело к банкротству нескольких крупных предпринимателей. |
| 1881 год | Начала выходить газета «Гонконг Телеграф». |
| 1882 год | 28 марта администратором Гонконга стал Уильям Генри Марш. |
| 1883 год | 30 марта губернатором Гонконга стал Джордж Боуин. В этом же году был создан Санитарный совет, контролировавший соблюдение правил санитарии, но принятие жёстких законодательных актов вызвало протесты среди китайцев-домовладельцев, в первую очередь хозяев трущоб; открылась школа для девочек Беллилиоза. |
| 1884 год | 3—9 октября в знак протеста против ареста портовых грузчиков тайные общества организовали забастовку китайских трудящихся Гонконга. В этом же году на острове Гонконг были основаны Гонконгский жокей-клуб и буддийский храм Лопань; в церкви Американской конгрегации Гонконга был крещён Сунь Ятсен; претерпел некоторые изменения законодательный совет: мировые судьи избирали теперь только одного неофициального члена, а члены Генеральной торговой палаты Гонконга выдвигали одного представителя. Доход колониальных властей Гонконга в этом году составил 1 173 тыс. долларов. |
| 1885 год | 21 декабря администратором Гонконга вновь стал Уильям Генри Марш. |
| 1886 год | Было заключено англо-китайское соглашение, по которому весь опиум, следовавший через порт Гонконга, регистрировался при ввозе и вывозе, запрещалось передвижение джонок ночью, в колонии открывался отдел китайской морской таможни, продававший лицензии на ввоз опиума. Данное соглашение существенно подорвало контрабанду опиума в Поднебесную, после чего китайские власти сняли блокаду Гонконга. «Джардин, Матисон энд Ко» поглотила созданную двумя годами ранее компанию «Гонконг энд Коулун Уарф энд Годуан», которая вела в Цзюлуне масштабное строительство причалов и складов. Торговля с Гонконгом составила 34,8 % внешнеторгового оборота Китая. |
| 1887 год | 6 октября губернатором Гонконга стал Уильям де Во. В этом же году полиция провела масштабное наступление на тайные общества колонии, после которого уцелевшие группы консолидировались в пять крупных обществ (хуэйданов), а власти приняли законы «О борьбе с контрабандой опиума» и «Об улучшении защиты женщин и детей», направленный против процветавших в Гонконге домашнего рабства, продажи девочек в услужение, вывоза детей в публичные дома Америки, Азии и Австралии. Кроме того, на базе клинической школы при больнице Лондонского миссионерского общества «Элис Мемориал Хоспитал», построенной известным юристом и врачом Хэ Ци, открылся Медицинский колледж для китайцев (впоследствии его студентом был Сунь Ятсен); «Джардин, Матисон энд Ко» открыла цементный завод. Торговля с Гонконгом составила 47,3 % внешнеторгового оборота Китая, грузооборот прибрежной торговли, которая осуществлялась на джонках, составлял более 3,4 млн т. |
| 1888 год | 30 мая начал функционировать фуникулёр (Peak Tram), обслуживавший местную элиту, которая проживала в самом фешенебельном районе Гонконга — на пике Виктории. В этом же году был принят закон о регулировании городской застройки, согласно которому лучшие районы Гонконга фактически были зарезервированы за европейцами. Грузооборот гонконгского порта составил 12,7 млн т. |
| 1889 год | Центральная школа была преобразована в Королевский колледж Гонконга. При участии коммерсантов Хачика Чатера (строительный и земельный магнат армянского происхождения) и Ли Шэна была основана строительная компания «Гонконг Лэнд Инвестмент энд Эйдженси», которая занялась расширением прибрежных территорий за счёт засыпки бухт, сносом старых китайских кварталов и возведением на освобождённых землях больших доходных домов. |
| 1890 год | Открылась Бакстеровская школа для девочек. Хачик Чатер при участии Сэссунов и «Джардин, Матисон энд Ко» основал компанию «Гонконг Электрик», которая уже через год обеспечивала электроэнергией около шестисот зданий. Была основана Шаньтоу-Чаочжоуская пароходная компания. |
| 1891 год | 10 декабря губернатором Гонконга стал Уильям Робинсон. В этом же году доход колониальных властей Гонконга составил 2 025 тыс. долларов; была основана Ассоциация биржевых маклеров, торговавших ценными бумагами; на средства китайского коммерсанта Лю Ботао была открыта школа «Юйцай Шушэ», готовившая студентов к экзаменам на должности чиновников в Китае. |
| 1892 год | В марте Се Цзуаньтай и Янь Цайюнь создали патриотическое «Общество совершенствования гуманности» (Фужэнь Вэньшэ). В этом же году была построена психиатрическая больница; грузооборот гонконгского порта составил 13,5 млн т. |
| 1894 год | Вспыхнувшая в Гонконге эпидемия чумы унесла за год жизни 2,5 тыс. человек. В ходе борьбы с болезнью власти снесли несколько китайских кварталов, а часть зданий сожгли (в результате этих жёстких мер из колонии были вынуждены уехать около 80 тыс. человек, оставшихся без крова). Попытка провести Санитарным советом повторную дезинфекцию привела к тому, что домовладельцы совместно с тайными обществами организовали забастовку кули. В издательстве «Чжунхуа Иньу Шуцзюй» видного общественного деятеля Ван Тао вышла в свет первая книга по истории Гонконга — «Сянган Цзацзи» писателя Чэнь Юйсюня. |
| 1895 год | В январе в Гонконг с Гавайев вернулся Сунь Ятсен. 21 февраля на базе «Общества совершенствования гуманности» было создано гонконгское отделение «Союза возрождения Китая» (Синьчжунхуэй). До 27 августа Синьчжунхуэй действовал в Гонконге под вывеской компании «Цяньхэн», а затем заговорщики перебрались в Гуанчжоу. 28 октября группа китайских повстанцев, прибывшая из Гонконга в Гуанчжоу, была разогнана полицией (45 человек из четырёхсот были арестованы), после чего британские власти запретили Сунь Ятсену показываться в Гонконге. В этом же году в обращение был введён гонконгский доллар (из-за предпочтения китайцев к серебряной валюте власти Гонконга, в отличие от других британских колоний, так и не перешли на фунт стерлингов, гонконгский доллар был равен мексиканскому торговому доллару, который до этого был основным средством обмена в колонии); население Гонконга достигло 240 тыс. человек. |
| 1896 год | В январе возникло Китайское собрание (Чжунхуа Хуэйгуань), у истоков которого стояли крупнейшие китайские предприниматели Гонконга Гу Юньшань, Хуан Яоцин, Фэн Хуачуань, Чэнь Гэнюй, Хэ Цзэмин, Хэ Лиу, Ло Шаокай и Лу Гуанькан. В этом же году законодательный совет увеличился за счёт одного официального и одного неофициального членов; открылась Англо-китайская школа для девочек; в системе больницы «Дунхуа» началось применение методов западной медицины; грузооборот гонконгского порта составил 16,1 млн т. |
| 1897 год | «Чартерный банк Индии, Австралии и Китая» получил право денежной эмиссии в Гонконге. Был отменён указ, обязывавший китайцев носить в тёмное время суток фонари и специальные пропуска. Образовалось объединение выходцев из уезда Дуньвань (Гуандун) — «Дунвань Дунъи Тан». |
| 1898 год | 9 июня в Пекине была подписана Конвенция, согласно которой Великобритания получила в аренду на 99 лет 376 кв. миль земель, с севера прилегавших к территории колонии (которая тогда охватывала 29 кв. миль). Эти новоприобретённые земли получили название «Новых территорий», и хотя конвенция предусматривала аренду, плату за них британцы так никогда и не платили. 25 ноября губернатором Гонконга стал Генри Артур Блейк. В этом же году «Джардин, Матисон энд Ко» и «Гонконг-Шанхайская банковская корпорация» создали «Британско-Китайскую корпорацию», которая специализировалась на железнодорожном строительстве в Поднебесной; при участии всё той же «Джардин, Матисон энд Ко» была создана компания «Стар Ферри», которая организовала регулярное паромное сообщение между Гонконгом и Цзюлуном; «Гонконг-Шанхайская банковская корпорация» получила право денежной эмиссии в Гонконге. |
| 1899 год | 16—18 марта была проведена демаркация границы между Китаем и «Новыми территориями». 16 апреля местные жители, опасавшиеся за свои земли, обстреляли британские бараки в деревне Тайпу. 17 апреля власти Гонконга смогли взять под своё фактическое управление «Новые территории», хотя формально конвенция о переходе этих земель под власть британцев вступала в силу 1 июля 1898 года (отчасти такая задержка объяснялась тем, что колониальные власти практически ничего не знали об этом районе, насчитывавшем 597 деревень, но основной причиной стало ожесточённое сопротивление местных жителей). 18 апреля начались бои между британскими войсками и населением нескольких деревень, а 16 мая британцы даже вышли за пределы «Новых территорий» и захватили Шэньчжэнь (войска из него были выведены лишь в ноябре). В тот же день, 16 мая, китайцы были вынуждены вывести свои войска из города Цзюлун, в котором по Пекинской конвенции сохранялась цинская администрация. Осенью в Гонконг прибыл видный философ и литератор Лян Цичао, обсуждавший с местными активистами возможность объединения революционных сил. Вскоре в колонии стала выходить газета «Чжунго Жибао», которую по поручению Сунь Ятсена издавал его друг по колледжу Чэнь Шаобо. 27 декабря колониальные власти отменили китайскую юрисдикцию над Цзюлуном, объявив его неотъемлемой частью Гонконга, и конфисковали всю собственность китайского правительства, сохранившуюся в городе. В конце года в Гонконге состоялась встреча деятелей Синьчжунхуэя с представителями крупнейших тайных обществ Китая, на которой было принято решение о создании «Младокитайского союза» (Синьханьхуэй) под руководством Сунь Ятсена. Кроме того, на базе гонконгского тайного общества «Саньхэхуэй» (или «Триада») была создана антицинская «Ложа верности и гармонии» (Чжунхэтан). В этом же году было построено водохранилище Хуанниюн (Вонг-Нэй-Чонг) вместимостью более 30 млн галлонов. К концу XIX века в Гонконге ежегодно продавалось опиума на 10 млн ф. ст., около 15 % китайского населения колонии регулярно курили этот наркотик. В колонии базировались 31 боевой корабль (в том числе шесть крейсеров, семь миноносцев, десять канонерок и два картографических судна), а также три отряда речных патрульных катеров. |

|                   |                   |                   |                   |
| Гонконг, 1868 год | Гонконг, 1869 год | Гонконг, 1880 год | Гонконг, 1890 год |

### 1900—1929 годы
| Дата     | Событие |
| 1900 год | Китайское собрание было переименовано в Китайский коммерческий союз (Хуашангунцзюй). В Гонконге существовало 13 государственных и 82 частные (включая миссионерские) школы, в которых обучалось 5620 учеников (в том числе 3870 китайцев). В колонии от преследований цинских властей скрывался Кан Ювэй, партия которого начала издавать газету «Сянган Шанбао». Австралийский хуацяо Ма Инбяо основал торговый дом «Сяньши», который вскоре обзавёлся сетью многоэтажных универмагов. Был основан Солдатский клуб. В Гонконге стало функционировать штатное консульство России. |
| 1901 год | В августе на средства богатого семейства Сэссун была заложена первая синагога Охель Леа. В этом же году было основано пароходство «Таошань», работавшее на линии Гонконг — Гуанчжоу. |
| 1902 год | Британские власти продлили запрет на появление Сунь Ятсена на территории Гонконга (хотя он неоднократно бывал проездом в гонконгском порту). Был принят Указ о нанимателях и слугах, согласно которому хозяин был обязан заключать письменный контракт при найме на срок больше месяца и предупреждать об увольнении за месяц. |
| 1903 год | Начала выходить газета «Саут Чайна Морнинг Пост», в дальнейшем ставшая самой популярной и авторитетной англоязычной газетой Гонконга. Основана пароходная компания «Юаньань». |
| 1904 год | 29 июля губернатором Гонконга стал Меттью Натан. 30 июля началась регулярная работа гонконгского трамвая. В этом же году был принят закон, запрещавший китайцам без разрешения губернатора селиться на пике Виктории (так европейцы пытались оградиться от эпидемии чумы); начала выходить газета «Сентрал Пост»; была основана Ассоциация добровольцев-резервистов. |
| 1905 год | В феврале через Гонконг проследовали русские пленные из Японии. В сентябре по приказу Сунь Ятсена в Гонконге на основе местного отделения Синьчжунхуэя было образовано отделение новой партии «Объединённый союз» (Тунмэнхой) (ему подчинялись все организации партии в провинциях Гуандун и Фуцзянь). В этом же году гуандунская семья Цянь, заработавшая капитал на торговых операциях в Японии и Юго-Восточной Азии, основала табачную компанию «Наньян Сюнди»; была построена гонконгская часть железной дороги Цзюлун — Гуанчжоу; на острове Гонконг был построен первый в колонии храм Тамкун. |
| 1906 год | 18 сентября на Британский Гонконг обрушился самый смертоносный в истории колонии тайфун, который унёс жизни почти 5 % тогдашнего населения города и почти полностью его разрушил; кроме того, около трёх тысяч рыболовных лодок и более шестисот океанских судов были уничтожены стихией на рейде. |
| 1907 год | 7 марта «Гонконг-Шанхайская банковская корпорация» выдала заем в размере 1,5 млн ф. ст. на строительство железной дороги Цзюлун — Гуанчжоу. 29 июля губернатором Гонконга стал Фредерик Лугард. В этом же году братья Го Лэ и Го Шунь, перебравшиеся в Гонконг из Австралии, основали торговый дом «Юнань» («Винг Он»), который вскоре объединял сеть универмагов, страховые компании, банк, текстильные фабрики, гостиницы и склады. |
| 1908 год | В ночь с 27 на 28 июля на Гонконг обрушился мощный тайфун, который унёс жизни сотен горожан и нанёс существенный имущественный ущерб. В октябре китайские жители колонии организовали антияпонский бойкот (они не обслуживали японские суда в порту, громили китайские лавки и склады, продолжавшие торговать японскими товарами). Власти были вынуждены объявить чрезвычайное положение, подавление беспорядков сопровождалось столкновениями полиции с митингующими. В этом же году компания «Баттерфилд энд Суайр», один из крупнейших в Китае операторов пароходов, причалов и складов, основала крупнейшие в колонии доки «Тайгу». |
| 1909 год | Был создан Союз китайских механиков. В Гонконге открылось отделение Русско-Китайского банка (в 1910 году он был преобразован в «Русско-Азиатский банк»). В Шанхае состоялась международная конференция по опиуму, на которой были ужесточены правила распространения наркотика внутри колонии. Постепенно поставки опиума в Китай существенно сократились и он потерял прежнее значение в товарообороте Гонконга. |
| 1910 год | В ноябре врач Гуань Синьянь создал в колонии умеренное патриотическое «Общество неподчинения и обрезания кос» (Цзянь бянь буифу хуэй). В этом же году были закрыты все опиекурильни; открылось представительство страхового общества «Россия»; в школах Гонконга обучалось 6297 учеников (в том числе 4337 китайцев). Население колонии превысило 430 тыс. человек. Торговля с Гонконгом составила 33,2 % внешнеторгового оборота Китая (её объём равнялся 280,1 млн таможенных лянов, а положительное сальдо Гонконга — 62,7 млн таможенных лянов), на колонию приходилось около 40 % китайского экспорта шёлка-сырца и шёлковых тканей, более 5 % экспорта китайского чая. Грузооборот гонконгского порта составил 20,9 млн т. |
| 1911 год | В апреле в Гуанчжоу вспыхнуло восстание, подготовленное гонкогским отделением партии Тунмэнхой. 8 мая с Китаем было заключено новое соглашение, по которому индийский опиум мог поставляться в Поднебесную только по специальному разрешению, выданному колониальными властями Индии (это соглашение способствовало сокращению контрабанды наркотика через Гонконг). 14 августа началось полноценное движение поездов по Цзюлун-Гуанчжоуской железной дороге; за 1911 год было перевезено 1,6 млн пассажиров и 29 тыс. т грузов (сейчас эта дорога известна как «Восточная линия» компании MTR Corporation). В этом же году на основе Медицинского колледжа для китайцев был создан Гонконгский университет (часть средств была собрана среди коммерсантов Гонконга и Гуанчжоу, часть — среди хуацяо в Австралии и Юго-Восточной Азии, здание и земельный участок предоставил индийский предприниматель Моди); «Чартерный банк Индии, Лондона и Китая» получил право денежной эмиссии в Гонконге. |
| 1912 год | После Синьхайской революции в Гонконге осело множество китайских предпринимателей, искавших стабильности и порядка. Хотя и в колонии случился резкий всплеск преступности, особенно после снятия военных постов с китайской стороны границы, что открыло дорогу преступным элементам из Китая. В ответ на разгул грабителей и пиратов власти ввели армейское патрулирование улиц. 24 июля губернатором Гонконга стал Френсис Генри Мэй. В ноябре — декабре в Гонконге совершал демонстрационные полёты на аэроплане русский лётчик Кузьминский. В декабре в связи с запретом пользоваться мелкой китайской монетой китайское население колонии в знак протеста объявило бойкот гонконгскому трамваю (бойкот удалось прекратить лишь к январю 1913 года). К концу года в колонии работало 15 пароходств, основанных на средства китайских предпринимателей и располагавших 29 судами (в основном они обслуживали местные линии между Гонконгом и Макао, Гуанчжоу, Учжоу, Наньнином и Сямэнем, иногда заходили в порты Вьетнама и Сингапур). В этом же году образовалось объединение торговцев, выходцев из уезда Шуньдэ (Гуандун) — «Люйган Шуньдэ Шанхуэй». |
| 1913 год | Китайский коммерческий союз был переименован в Китайскую генеральную торговую палату Гонконга (Сянган Чжунхуа Цзуншанхуэй). |
| 1914 год | В апреле в Гонконге был открыт склад Московского товарищества мануфактуры «Эмиль Циндель». В этом же году Ассоциация биржевых маклеров была переименована в Гонконгскую фондовую биржу. |
| 1915 год | В мае китайское население Гонконга организовало новый антияпонский бойкот, вылившийся в погромы японских магазинов. В этом же году в порту было построено укрытие от штормов и тайфунов, предназначенное для небольших судов. |
| 1916 год | В мае закончилась победой забастовка лоцманов, которые добивались признания своего профсоюза и увеличения заработной платы. В этом же году были основаны Клуб полицейских резервистов и землячество торговцев, выходцев из провинции Фуцзянь — «Фуцзянь Шанхуэй». |
| 1917 год | 3 мая возникла Гонконгская ассоциация конституционной реформы, призывавшая ограничить власть губернатора, подчинявшегося непосредственно Лондону, в пользу местной элиты. Также в мае в Гонконге проездом находился российский революционер Фёдор Сергеев (Артём). В конце декабря в Гонконг прибыл крейсер «Орёл» (при поддержке местных властей 350 мятежных матросов были переведены на британский крейсер и отправлены во Владивосток, а само судно перешло в подчинение белогвардейского командования). Экспорт опиума из Гонконга в Китай составил 1469 ящиков. |
| 1918 год | 22 января в результате перестрелки на Грессон-стрит (район Ваньчай) погибли четверо полицейских и два грабителя, ещё шесть полицейских и один грабитель получили ранения. 26 февраля в результате пожара, случившегося на ипподроме «Хэппи Вэлли», погибли около 580 человек. В марте через Гонконг проследовал адмирал Александр Колчак. В июле Гонконг охватили беспорядки, вызванные подорожанием базового продукта питания китайского населения — риса. |
| 1919 год | Весной колонию накрыла новая волна антияпонских настроений, сопровождавшаяся бойкотом японских товаров, массовыми демонстрациями студентов и погромами магазинов в Ваньцзы (Ванчай) — основном районе проживания японцев в Гонконге. В ответ Япония в виде угрозы ввела три военных корабля в пролив Лиюймэнь (Лэйюмунь), расположенный к северо-западу от Гонконга, а британские власти усилили патрулирование полицией японских кварталов, изъяли изданные в Китае учебники с призывами к бойкоту и ввели цензуру в китайских газетах «Хуацзы Жибао» и «Сюньхуань Жибао». В апреле на Версальской конференции представитель Китая передал премьер-министру Франции Жоржу Клемансо меморандум с требованием о возвращении концессий, в том числе и «Новых территорий» (14 мая китайская делегация получила довольно расплывчатый ответ без какой либо конкретики). В мае транзитом через Гонконг проследовали генерал-лейтенанты Сычёв и Карцев. 30 сентября губернатором Гонконга стал Реджинальд Эдвард Стаббс, который ввёл в китайских школах новые учебники, нейтральные в идеологическом плане. 1 декабря была создана Ассоциация жителей Цзюлуна, представлявшая интересы предпринимательских кругов Цзюлуна и «Новых территорий». К концу года капиталовложения китайской буржуазии в Гонконге достигли 17,5 млн долларов; среди крупнейших инвесторов значились торговые компании «Сяньши» и «Юнань» (также они владели двумя страховыми компаниями и производством парфюмерии), «Гуандунский банк», «Восточно-Азиатский банк», «Национальный торговый резервный банк» и «Резервный банк Цзяхуа», торговые компании «Дасинь» и «Чжунхуа». В этом же году под руководством богатого компрадора Фэн Цичжо было создано «Китайское общество священных учений» (Чжунхуа Шэнцзяохуэй), популяризировавшее идеи конфуцианства. |
| 1920 год | В мае начали забастовку механики и монтёры доков, к которым вскоре присоединились монтёры гонконгского трамвая. В декабре прекратило своё существование российское консульство в Гонконге, а консул фон Эттинген уехал во Францию. Население колонии превысило 630 тыс. человек. Торговля с Гонконгом составила 22,6 % внешнеторгового оборота Китая (её объём равнялся 295,7 млн таможенных лянов). Грузооборот гонконгского порта составил 21,5 млн т (общий объём каботажных перевозок на 46 % превышал объём океанских перевозок). Цзюлун-Гуанчжоуская железная дорога перевезла 2,2 млн пассажиров. |
| 1921 год | В марте при участии Су Чжаочжэна и Линь Вэйминя был создан Генеральный профсоюз китайских моряков. Также в марте состоялся визит в Гонконг японского наследного принца Хирохито. 3 декабря на Вашингтонской конференции китайский посол Гу Вэйцзюнь вновь потребовал отмены концессий и возврата под юрисдикцию Китая Цзюлуна и «Новых территорий». Объём торговли между Гонконгом и Китаем составил 384 млн таможенных лянов, а положительное сальдо Гонконга — 78,2 млн таможенных лянов. |
| 1922 год | В январе началась забастовка моряков, требовавших увеличения заработной платы и выступавших против кабальной системы найма на суда. В начале прекратили работу 1,5 тыс. матросов на 90 судах, через неделю бастовали уже 6,5 тыс. человек на 123 судах, а вскоре общее число забастовщиков достигло 20 тыс. человек (почти половина из них к концу января перебралась в Гуанчжоу, где располагался штаб забастовки). Китайские власти поддержали моряков жильём и питанием, прилегающие к колонии районы Гуандуна прекратили поставки продовольствия в колонию, а сочувствующие бастующим в китайских портах препятствовали отправке грузов в Гонконг. Следствием блокады стал стремительный рост цен на рыбу, рис, мясо, овощи и топливо. В ответ власти объявили чрезвычайное положение и запретили покидать колонию без специального разрешения, а судовладельцы стали завозить штрейкбрехеров из Индии и Филиппин. 27 января к забастовке присоединились другие транспортники Гонконга и число бастующих достигло 30 тыс. человек. Фактически забастовка переросла антибританский бойкот, парализовавший весь Гонконг. Губернатор объявил все участвовавшие в забастовке профсоюзы вне закона. К 10 февраля в порту скопилось 168 судов, ожидавших разгрузки 260 тыс. т грузов, прекратилось сообщение по 5 океанским и 9 прибрежным линиям, предприниматели несли огромные убытки. 28 февраля началась всеобщая забастовка, которую поддержали механики, работники ресторанов, чайных, банков, почты, телеграфа, трамвая, типографий, пекарен, молочной фабрики, бойни, торговцы овощами, прислуга и даже служащие европейских фирм (в начале марта число бастующих превысило 100 тыс. человек). 4 марта в районе Шатянь (Шатин) войска расстреляли толпу беженцев, покидавших колонию (погибло шесть человек, несколько сот получили ранения). 5 марта было достигнуто соглашение, по которому матросам увеличили зарплату, всем рабочим возместили 50 % заработной платы за время забастовки, а профсоюз матросов был восстановлен в правах. Вскоре (весной) бастовали портовые грузчики, мотористы баркасов и лодок, корабельные торговые приказчики. В мае гонконгские рабочие составили 80 % делегатов на I Всекитайском съезде профсоюзов в Гуанчжоу. В июне — августе бастовали печатники, служащие отелей, грузчики риса. В этом же году был издан указ, запрещавший труд на предприятиях детей до 10 лет, а на опасных производствах — до 15 лет, при ограничении рабочего дня 10 часами, но он повсеместно нарушался. Экспорт опиума из Гонконга в Китай составил в 1922 году 946 ящиков. |
| 1923 год | В апреле в доках «Тайгу» отменили надбавки к зарплате, введённые после забастовки матросов. В этом же году власти разделили земли на «Новых территориях» на сельсхохозяйственные и отведённые под жилую застройку, что вызвало сильное недовольство местных жителей. |
| 1924 год | В августе в Гуанчжоу произошёл вооружённый путч отрядов компрадорского купечества, который финансировали деловые круги Гонконга. В этом же году «Джардин, Матисон энд Ко» основала машиностроительную компанию «Эво Инджиниринг»; из-за плохого качества китайского шёлка торговцы Гонконга лишились заказов из США; импорт британских товаров составил 9,4 млн ф. ст.; объём торговли между Гонконгом и Китаем составил 417 млн таможенных лянов; на «Новых территориях» была открыта первая школа; на острове Даюйшань на месте молельни, заложенной в 1906 году, был основан буддийский монастырь Полинь. К концу года подвижной состав китайской части Цзюлун-Гуанчжоуской железной дороги оказался в таком плохом состоянии, что из соображений безопасности пассажиров на границе с Гонконгом пересаживали в британский поезд. |
| 1925 год | В мае на II Всекитайском съезде профсоюзов, также проходившем в Гуанчжоу, гонконгские профсоюзы объединились под руководством новосозданной Всекитайской федерации профсоюзов. В июне в Гуанчжоу окончилась провалом попытка мятежа, предпринятая милитаристами Ян Симинем и Лю Чжэньхуанем, которых также финансировали из Гонконга. 19 июня под воздействием агитации коммунистов и гоминьдановцев забастовали моряки, рабочие порта, механики, трамвайщики и служащие иностранных фирм Гонконга (всего около 100 тыс. человек). Закрылось до 80 % магазинов, учащиеся и студенты прекратили занятия. 21 июня власти ввели чрезвычайное положение и армейское патрулирование улиц, из числа европейцев начали создаваться добровольческие отряды, был запрещён вывоз продовольствия, серебра и ценных бумаг. Поскольку гоминьдановское правительство в Гуанчжоу активно поддерживало забастовку в колонии, британцы ввели блокаду южного Гуандуна и направили свои военные корабли к сеттльменту Шамянь. После расстрела 23 июня англо-французским гарнизоном Шамяни демонстрации к забастовке присоединилось большое число ранее колебавшихся. Прекратилось сообщение между Цзюлуном и островом Гонконг, а также морское сообщение колонии с Гуанчжоу, прекратилась торговля рыбой и овощами, закрылись почта и телеграф, рестораны и чайные, парикмахерские, механические мастерские и доки «Тайгу», не вышли на работу подметальщики улиц и ассенизаторы; очень быстро Гонконг из «ароматного порта» (Сянган) превратился в «зловонный» (Чоуган). К концу июня колонию покинули около 130 тыс. китайских трудящихся, которыми руководил совет во главе с Су Чжаочжэном, а антианглийский бойкот на территории, подконтрольной Гоминьдану, стал обязательным. 15 августа Ассоциация жителей Гонконга, представлявшая интересы банкиров и промышленников, потребовала от властей начала военных действий против Национального правительства в Гуанчжоу, но Лондон не решился на открытую интервенцию и ограничился финансовой помощью бизнесменам колонии в размере 3 млн ф. ст. В сентябре — ноябре в Гуандуне произошли мятежи, поднятые милитаристами Чэнь Цзюнмином, Дэн Бэньинем и Сунь Кэу (после поражения Чэнь Цзюнмин обосновался в Гонконге, где возглавил «Партию справедливости»). 1 ноября губернатором Гонконга стал Сесил Клементи. 30 декабря начались официальные переговоры между бастующими и властями Гонконга, но они закончились провалом. Из-за забастовки объём торговли между Гонконгом и Китаем сократился до 291 млн таможенных лянов, по сравнению с предыдущим годом импорт уменьшился на 28 %, экспорт — на 34 %, число судов, заходивших в гонконгский порт, сократилось в 6,5 раз. В этом же году начал функционировать аэропорт Кайтак, расположенный в Цзюлуне. |
| 1926 год | В январе губернатор Клементи вторично, после отмены 25 июня 1925 года, ввёл чрезвычайное положение; с участием крупных предпринимателей был создан «Комитет по решению китайской проблемы». 15 апреля в Гуанчжоу прошёл I съезд Генерального совета профсоюзов Гонконга. 1 июля начался Северный поход, вскоре британцы блокировали Гуанчжоу с моря. Опасаясь интервенции в свой тыл, гоминьдановцы надавили на стачком и тот 10 октября объявил о прекращении забастовки, длившейся 16 месяцев, и антианглийского бойкота. Из-за забастовки объём торговли между Гонконгом и Китаем сократился до 218,2 млн таможенных лянов. В состав Административного совета вошёл первый китаец — крупный бизнесмен Чжоу Шоучэнь. |
| 1927 год | 31 марта власти запретили Генеральный совет профсоюзов Гонконга, 26 мая — Союз матросов. 22 июня началась забастовка моряков пароходства, которое обслуживало сообщение между Гонконгом, Гуанчжоу и Макао, 29 июня — забастовка работников «Китайской коммерческой пароходной компании» («Чжаошанцзюй»). 15 октября в Гонконге под руководством Чжан Тайлэя состоялось объединённое заседание Южнокитайского бюро и Гуандунского комитета КПК, на котором было принято решение о проведении восстания в Гуанчжоу. После декабрьского поражения многие участники Гуанчжоуского восстания либо бежали через Гонконг (как, например, Хэ Лун и Е Цзяньин), либо скрывались в самой колонии. Штаб Гуандунского комитета компартии перебрался в Гонконг, но британские власти стали выдавать коммунистов гоминьдановской полиции и спецслужбам. В этом же году был принят указ «О незаконных забастовках и локаутах». Основными внешнеторговыми партнёрами Гонконга, товарооборот которого достиг в 1927 году 152,3 млн ф. ст., были Китай (43 %), Французский Индокитай (10,5 %), Япония (8,2 %), Голландская Ост-Индия (6,9 %), Великобритания (6,6 %), Таиланд (5,7 %), США (5,5 %) и Сингапур (3 %). За этот год в колонии было похищено имущества на 600 тыс. гонк. долл. (возвращено владельцам лишь 13 % от украденного), полиция обнаружила 1317 трупов и депортировала из Гонконга 745 нищих (причём 241 из них — не впервые). |
| 1928 год | В марте британцы достигли с гоминьдановцами долгожданного соглашения о соединении Цзюлун-Гуанчжоуской и Гуанчжоу-Ханькоуской железных дорог, начались контакты между правительством Гуандуна и губернатором Клементи. В июне начала своё вещание правительственная радиостанция (в 1948 году она была переименована в «Radio Hong Kong»). В августе при поддержке властей был создан Ассоциированный союз китайских матросов, выступавший против коммунистического влияния на рабочих. В этом же году под руководством Чжоу Эньлая был создан «особый отдел», занимавшийся разведкой и ликвидацией предателей (в колонии эти функции выполнял лидер гонконгских коммунистов Дэн Фа, который осенью создал Союз рабочих представителей Гонконга). Объём торговли между Гонконгом и Китаем составил 408,2 млн таможенных лянов. Число чиновников в Законодательном совете увеличилось до 9, а неофициальных членов — до 8 (теперь губернатор назначал шестерых из них, причём трое должны были быть китайцами). |
| 1929 год | Было основано объединение выходцев из Чаочжоу — «Люйган Чаочжоу Тунсянхуэй». К концу года силы правопорядка возросли почти до 2 тыс. человек. |

|                   |                   |                   |                   |
| Гонконг, 1910 год | Гонконг, 1915 год | Гонконг, 1923 год | Гонконг, 1928 год |

### 1930—1959 годы
| Дата     | Событие |
| 1930 год | 9 мая губернатором Гонконга стал Уильям Пил. В этом же году население колонии достигло почти 840 тыс. человек (насчитывалось даже 12 тыс. домашних рабынь); грузооборот гонконгского порта составил 37,9 млн т (его доля во внешнеторговом обороте Китая сократилась до 2,2 %), положительное сальдо Гонконга в торговле с Китаем — 60,3 млн таможенных лянов, а доля Гонконга во внешней торговле Китая — 17 %; остров Гонконг был соединён с материком подводным водопроводом. |
| 1931 год | В начале года коммунисты организовали забастовку, после которой последовал полный разгром местного комитета КПК. Население колонии насчитывало почти 850 тыс. человек, из которых 96,6 % составляли китайцы. Родившиеся за пределами Гонконга составляли 69 % жителей колонии; многие китайцы рассматривали Гонконг как временный пункт пребывания или место работы; например, на острове Гонконг лишь 6,4 % населения прожили там не менее 30 лет, 16 % — не менее 20 лет и 38,5 % — не менее 10 лет. Структура внешней торговли Гонконга была таковой: экспорт — Китай (54,2 %), Британские колонии и доминионы (10,6 %), Индокитай (6,2 %), Япония (5 %) и Макао (4,7 %); импорт — Китай (26,9 %), Голландская Ост-Индия (10,9 %), Великобритания (10,6 %), Япония (9,3 %) и США (7,8 %). Импорт британских товаров составил 4,2 млн ф. ст.. |
| 1932 год | Введённые преференции, предоставлявшие внутри Британской империи налоговые льготы товарам, произведённым на её территории, существенно поддержали промышленность Гонконга. Колониальные власти окончательно запретили деятельность публичных домов. Из-за острой нехватки воды началась установка водопроводных счётчиков. Доходы правительства Гонконга за 1931—1932 г.г. составили 33 млн ф. ст.. |
| 1933 год | 13 апреля была основана автобусная компания «Коулун Мотор Бус». В этом же году на лодках постоянно жили около 100 тыс. человек (преимущественно они относились к этнической группе даньцзя или танка). Доля Гонконга в импорте Китая сократилась до 3,6 %. |
| 1934 год | Капиталовложения китайской буржуазии в Гонконге достигли 51,3 млн долларов. Структура внешней торговли Гонконга была таковой: экспорт — Китай (48 %), Британские колонии и доминионы (12,2 %), Индокитай (7,4 %), США (5,7 %) и Макао (5,3 %); импорт — Китай (35,2 %), Япония (8,8 %), Голландская Ост-Индия (8,3 %), Таиланд (8 %) и Великобритания (7,8 %). |
| 1935 год | Вслед за ограничительными мерами китайских властей администрация Гонконга в ноябре запретила вывоз серебряных монет, а 5 декабря изъяла их из обращения, заменив ассигнациями (после этого обменный курс гонконгского доллара стал обеспечиваться запасами конвертируемой валюты). 12 декабря губернатором Гонконга стал Эндрю Калдекотт. В этом же году были созданы оппозиционные Чан Кайши «Временный комитет действия гоминьдана» (впоследствии был переименован в «Комитет действия по национальному освобождению Китая») и «Народно-революционная лига Китая». За прошедший год в колонию въехало на жительство 3,35 млн человек, а уехало — 3,4 млн. Доходы правительства Гонконга за 1934—1935 г.г. составили 28 млн ф. ст.. |
| 1936 год | Аэропорт Кайтак стал принимать гражданские самолёты. Санитарный совет был преобразован в Городской совет, включавший 13 членов (5 постоянных и 8 неофициальных). Структура внешней торговли Гонконга была таковой: экспорт — Китай (42,7 %), Британские колонии и доминионы (13,7 %), США (8,1 %), Япония (5,1 %) и Индокитай (5 %); импорт — Китай (33,6 %), Япония (12,8 %), Голландская Ост-Индия (8,5 %), США (7,1 %) и Таиланд (6,6 %). Доля Гонконга в импорте Китая сократилась до 1,9 %. Из Японии и оккупированных ею районов Северного Китая поступало 95 % гонконгского импорта хлопчатобумажных тканей (в то время как доля Великобритании упала до 2 %). |
| 1937 год | 2 сентября в результате разгула стихии, вызванного тайфуном (позже стал известен как «Большой Гонконгский тайфун»), погибло около 11 тыс. человек. 28 октября губернатором Гонконга стал Джеффри Норткот. После оккупации японцами Шанхая (октябрь) и переезда гоминьдановского правительства в Чунцин (ноябрь) Гонконг превратился для Китая в «окно в мир». В колонии осело много политических и общественных деятелей; в частности, из Шанхая приехали вдова Сунь Ятсена Сун Цинлин, учёный и педагог Цай Юаньпэй, писатель, историк и общественный деятель Го Можо, писатель и издатель Мао Дунь, видный журналист Цзоу Таофэнь, ветеран революционного движения Пань Ханьнянь, вдова лидера левых гоминьдановцев Ляо Чжункая Хэ Сяннин и многие другие. Также в Гонконг перебрался главарь преступного мира Шанхая Ду Юэшэн, который заведовал гонконгским отделением китайского Красного Креста и валютными операциями гоминьдановских правительственных учреждений в колонии. В этом же году Цзюлун-Гуанчжоуская железная дорога была соединена с железной дорогой Гуанчжоу — Ханькоу, что значительно увеличило её стратегическое значение; завершилось строительство большого водохранилища Чэнмэн (Шинмунь); через Гонконг прошло 3 % китайского импорта и 12 % экспорта; в колонии насчитывалось 769 промышленных предприятий; был принят Указ о фабриках и мастерских, который требовал гарантий безопасности труда и ограничивал ночной труд женщин и детей. |
| 1938 год | В июне в Гонконге была создана Лига защиты Китая, председателем которой стала Сун Цинлин, а президентом — управляющий Банком Китая Сун Цзывэнь (фактически всей работой руководил сын Ляо Чжункая Ляо Чэнчжи, который к тому же координировал деятельность КПК в колонии). Лига вела антияпонскую пропаганду, собирала средства и медикаменты для оказания помощи фронту и партизанам, открывала в Гонконге бесплатные столовые для сирот войны. В октябре японцы оккупировали Гуанчжоу и прекратили сообщение по Цзюлун-Гуанчжоуской железной дороге, но это не уменьшило массового наплыва беженцев в Гонконг. В этом же году власти начали возводить на «Новых территориях» оборонительные укрепления (они так и не были закончены); в Цзюлуне под руководством выдающегося педагога Тао Синчжи начала свою работу вечерняя школа «Чжунхуа». В Гонконге проживало 1,03 млн человек, не считая 600 тыс. беженцев из Китая. Структура внешней торговли Гонконга была таковой: экспорт — Китай (45,1 %), Британские колонии и доминионы (12,2 %), США (10,2 %), Индокитай (4,9 %), Макао (4,1 %) и Великобритания (4,1 %); импорт — Китай (37 %), Великобритания (9,1 %), США (8,8 %), Британские колонии и доминионы (8,1 %) и Голландская Ост-Индия (6,6 %). Через колонию прошло 45 % китайского импорта и 41,3 % экспорта. Импорт британских товаров составил 3,5 млн ф. ст. Расходы гонконгского правительства направлялись на нужды обороны Британской империи (18,5 %), оплату административного аппарата (17,3 %), строительство (15,9 %), содержание полиции, пожарных, судов (14,6 %), здравоохранение (9,7 %) и образование (5,7 %). |
| 1939 год | Летом японцы блокировали все порты Южного Китая, что привело к значительному сокращению торговли в Гонконге. В ноябре возникло объединение выходцев из уезда Наньхай (Гуандун) — «Наньхай Тунсянхуэй». В этом же году было учреждено «Научное общество новой письменности», которое являлось одним из конспиративных центров КПК. Введение китайским правительством во второй половине 30-х годов высоких таможенных пошлин на импортируемые товары, в основном на текстиль и продовольствие, привели к тому, что внешнеторговый оборот Гонконга сократился в 1939 году до 69,9 млн ф. ст.; грузооборот гонконгского порта сократился по сравнению с 1927 годом на 20 %. Бегство китайской буржуазии в колонию привело к тому, что число промышленных предприятий выросло до 1024 (а с учётом незарегистрированных — до 2 тыс.). Основными отраслями промышленности были текстильная, резиновая, электротехническая, фармацевтическая, парфюмерная и консервная (за исключением консервированного имбиря, почти вся продукция шла на рынок Китая). |
| 1940 год | В январе под давлением японцев власти Гонконга прекратили отправку оружия в Китай (в июле мораторий был продлён). В апреле в колонию приехали сёстры Сун Мэйлин и Сун Айлин, остававшиеся здесь до конца 1941 года. Также в апреле были приняты дополнения к указу о чрезвычайных полномочиях администрацииво время обороны Гонконга. В этом же году был принят Указ о промышленных советах, гарантировавший минимальную зарплату и 9-часовой рабочий день; крупнейшее издательство Китая «Шанъу Иньшугуань» перенесло свою деятельность в Гонконг; активизировалась деятельность Добровольческого корпуса обороны Гонконга, который регулярно проводил военные учения; строилось значительное число бомбоубежищ; власти увеличили налоги, направляя полученные средства на нужды обороны (2/3 суммы переводилось в Лондон); британцы и американцы начали эвакуировать женщин и детей; японская артиллерия неоднократно обстреливала приграничные области Гонконга (раненых с китайской территории привозили прямо в больницы Цзюлуна). Кроме того, в колонию была вывезена библиотека Пекинского университета; китайские жители колонии проводили негласный бойкот японских товаров; в Гонконге распространялись облигации военного займа чунцинского правительства. В колонии функционировало 649 школ, в которых обучалось более 112 тыс. учеников. К концу года население Гонконга превысило 1,6 млн человек. Вслед за беженцами в колонию потянулись и члены тайных обществ, что привело к резкому росту преступности, активизации пиратов, контрабандистов и фальшивомонетчиков (нередко банды устраивали схватки за контроль над лагерями беженцев). |
| 1941 год | 8 апреля официально начала выходить прокоммунистическая газета «Хуашан Бао». 30 мая Сун Цзывэнь заявил о своём выходе из Лиги защиты Китая, обвинив организацию в слишком явной ориентации на КПК. К лету в китайских кварталах и лагерях беженцев разразился голод, вызванный прекращением поставок продовольствия из Китая и последовавшим за этим ростом цен. 26 июля власти заморозили все японские вклады в банках Гонконга. В августе Сун Цинлин организовала распродажу личных вещей Сунь Ятсена, направив вырученные средства в фонд помощи голодающим. К 19 августа японцы полностью эвакуировали своих женщин и детей в Гуанчжоу. 10 сентября губернатором Гонконга стал Марк Янг. 19 сентября британские власти разрешили провести массовую антияпонскую демонстрацию, приуроченную к 10-летию оккупации Маньчжурии. С 19 сентября по 6 декабря колонию покинули все японские подданные, за исключением нескольких человек из персонала консульства. В сентябре японские военные стали задерживать все направлявшиеся в Гонконг джонки с продовольствием. В ноябре на границе с Гонконгом начала сосредотачиваться японская пехота и артиллерия (к началу декабря 50-тысячной японской группировке противостояли 13 тыс. солдат гонконгского гарнизона, включая добровольцев). 8 декабря японская армия напала на колонию, нанеся авиационный удар по «Новым территориям» и Цзюлуну (были уничтожены все самолёты, базировавшиеся на аэродроме Кайтак). Тут же активизировалась внушительная «пятая колонна» японцев, состоявшая из разветвлённой сети шпионов и диверсантов. За шпионаж в пользу японцев был арестован даже влиятельный финансист, председатель Торговой палаты Гуанчжоу и компрадор «Гонконг-Шанхайской банковской корпорации» Чэнь Лянбо. После начала военных действий на самолёте, специально присланном Чан Кайши, из колонии были срочно эвакуированы сёстры Сун; также бежали от оккупантов сподвижник Сунь Ятсена Сыту Мэйтан, профессор Тао Сишэн, милитарист Чэнь Цзитан и многие другие. Британские и канадские войска предприняли не слишком удачную оборону. Две японские дивизии под командованием генерал-лейтенанта Такаси Сакаи быстро углубились в «Новые территории» и 13 декабря вошли в разграбленный триадами Цзюлун, откуда начали обстреливать остров Гонконг. 18 декабря лазутчики подожгли нефтехранилища в Бэйцзяо (Норт-Пойнт), после чего под прикрытием дыма 30-я дивизия генерал-майора Такэо Ито начала переправу через разминированный заранее пролив Лиюймэнь (Лэй-Юэ-Мун). Хотя британцы смогли потопить два транспортных судна, японцы прорвали береговую оборону и начали продвигаться в глубь истощённого голодом и болезнями острова. Несколько британских торпедных катеров и группа китайских военных, возглавляемая гоминьдановским адмиралом Чэнь Цэ, смогли бежать в Китай. Остальные же британские и канадские войска, сосредоточенные на мысе Чичжу (Стэнли), были взяты в плен. 25 декабря Гонконг был полностью оккупирован японскими войсками, губернатор Янг объявил о капитуляции и сдался японцам. Британцы в ходе обороны потеряли убитыми около 2,1 тыс. человек, японцы — около 3 тыс. Все британские и канадские военнослужащие, а также моряки голландской подводной лодки, оказавшейся в Гонконге к началу военных действий, и граждане враждебных Японии государств оказались в концентрационных лагерях. В них содержалось 2,1 тыс. взрослых и 420 детей, многие из которых погибли от болезней и голода (главный лагерь располагался в Чичжу, остальные — в Бэйцзяо и Шэньшуйпо). На «Новых территориях» и в Цзюлуне закрепились китайские партизаны, нередко сотрудничавшие с членами некоторых тайных обществ (через них из Гонконга выбирались тысячи беженцев из числа коммунистов, гоминьдановцев, писателей, журналистов, профсоюзных и студенческих лидеров, британских военнослужащих и иностранных граждан). Японские солдаты устроили в городе массовые изнасилования и повальные грабежи. Оккупационные власти конфисковали под свои нужды особняки богачей, британские административные и военные здания, частные и государственные склады, запретили изъятие денег из банков. |
| 1942 год | 2 января японцы создали Управление администрации Гонконга, которое возглавил генерал-майор Ядзаки. 10 января с просьбой навести порядок к нему обратился председатель исполкома Китайской торговой палаты Дун Чжунвэй. Того же 10 января генерал-лейтенант Такаси Сакаи устроил банкет, на который пригласил 180 ведущих коммерсантов, юристов, врачей из числа местных китайцев (явились только 133 человека). 12 января состоялось заседание Китайской торговой палаты, на котором по указке японцев был избран Консультативный совет по восстановлению (его возглавили крупные бизнесмены Ло Сюйхэ и Чжоу Шоучэнь). 30 января оккупационные власти разрешили вкладчикам банков ежемесячно получать по 50 долл. на человека (позже увелив лимит сначала до 150 долл., а потом до 300). 25 февраля губернатором Гонконга стал генерал Рэнсукэ Исогаи, формально сменивший военную администрацию оккупированной колонии. При нём был сформирован Совет китайских представителей, куда вошли магнаты Ло Сюйхэ, Чэнь Лянбо и Ли Цзэфэн (управляющий «Восточно-Азиатским банком» и директор компании «Гонконг энд Макао Стимбоут»). Им подчинялся Китайский совет по сотрудничеству, который возглавил Чжоу Шоучэнь. В феврале японцы разрешили возобновить работу 22 банкам, после чего провели конфискацию денежных вкладов, золота и драгоценностей, принадлежавших гражданам стран антигитлеровской коалиции. К концу марта в созданной японцами Гонконгской ассоциации промышленников числились хозяева 30 фабрик, на которых работали около 30 тыс. человек. Местные органы управления, укомплектованные из числа китайцев, слабо справлялись со своими обязанностями, и 16 апреля японцы создали три районных бюро (в Гонконге, Цзюлуне и на «Новых территориях»), которые жёстко контролировали деятельность низовых ячеек. 30 апреля японцы распустили местные силы самообороны, ставшие ареной борьбы партизан с предателями из тайных обществ. Из числа индийцев и филиппинцев, находившихся в Гонконге, были созданы прояпонские националистические организации, выступавшие в поддержку идеи «Великой Азии». Оккупационные власти начали массовую депортацию за пределы колонии китайцев, не имевших работы и документов (кроме того, они активно вербовали молодёжь для работы на угольных копях Хайнани). Массовый отток населения подстёгивали спровоцированный японцами голод и расцвет «чёрного рынка». Всего весной 1942 года из Гонконга убыло 250 тыс. человек, в том числе большинство рыбаков, даньцзя («людей в лодках») и носильщиков. Активизировались члены тайных обществ, многие из которых сотрудничали с японской полицией. Под контролем гуандунской и фуцзянской мафий получили распространение уличный рэкет, игорные дома, опиекурильни и публичные дома (только в районе Ваньцзы их насчитывалось около 500). В июне были закрыты отделения «Гонконг-Шанхайской банковской корпорации», «Чейз Манхэттен Бэнк», «Америкэн Экспресс» и «Нэшнл Сити Бэнк», вслед за ними — «Центрального банка Китая», «Промышленного банка» и «Кантонского банка». Также в июне часть заключённых, в основном американцев, была обменена на японских пленных (многих высокопоставленных британцев вывезли из Гонконга, например, губернатора Марка Янга — в Корею, командующего британскими войсками в Китае генерал-майора Кристофера Мэлтби — на Тайвань). Остальные обитатели концлагерей привлекались к расчистке завалов, восстановлению автомобильных и железных дорог, аэропорта Кайтак (его даже расширили за счёт земель, отобранных у 20 тыс. крестьян); в августе 1 тыс. пленных была отправлена на работу в доки Иокогамы. Летом начались налёты американской авиации, главными целями которой были японские военные суда. 27 сентября из Гонконга вышло судно «Рисубон Мару» с 1816 пленными на борту, вскоре потопленное американской подводной лобдкой (погибло 1092 человека). |
| 1943 год | 15 апреля японцы отменили распределение продовольствия по карточкам (за исключением служащих оккупационной администрации и рабочих военных предприятий) и передали торговлю продуктами питания Гражданской ассоциации продовольственной помощи Гонконга, которую возглавлял сингапурский магнат Ху Вэньху. 1 июня было запрещено обращение гонконгских долларов. 28 декабря возобновилось движение по Цзюлун-Гуанчжоуской железной дороге (оно часто прерывалось диверсиями партизан). В этом же году японцы создали рыболовецкий кооператив, который объединил обособленные рыболовецкие общины и артели. |
| 1944 год | Зимой японцы создали компанию «Синфа», которая монополизировала торговлю рисом, и запретили другим коммерсантам ввозить зерно в Гонконг, что ещё больше взвинтило цены на продовольствие. К марту оккупационные власти ликвидировали 18 банков, конфисковав их авуары. В апреле китайские партизаны взорвали железнодорожный мост в Цзюлуне. Летом из-за нехватки топлива временно прекратилось снабжение Гонконга электроэнергией. |
| 1945 год | 1 февраля губернатором Гонконга стал генерал Хисакадзу Танака. 15 августа Великобритания восстановила свой суверенитет над Гонконгом (вышедший из концлагеря Чичжу секретарь гонконгского правительства Франклин Джимсон поднял британский флаг и поручил до прибытия королевского флота следить за порядком японским военным). 21 августа Чан Кайши отдал распоряжение своим войскам выдвинуться в сторону Гонконга, надеясь занять колонию до прихода основных сил Великобритании, но те оказались расторопнее (30 августа в гонконгский порт прибыли суда под командованием контр-адмирала Сесила Харкурта, который принял сдачу японских войск). 16 сентября в Гонконге состоялась официальная церемония капитуляции японцев, 24 сентября было объявлено о прекращении обращения японских военных бон. В годы войны было уничтожено около 20 тыс. зданий, без крова осталось 170 тыс. человек. Властям приходилось бесплатно кормить почти 90 % жителей Гонконга, раздавать одежду и содержать ночлежки. Школы посещали всего 3 тыс. учеников (до войны — 120 тыс.). В ноябре оборот внешней торговли колонии составлял 12 млн гонк. долл. В конце ноября была возобновлена торговля, введены стабильные цены на основные продовольственные товары, а рис и мука распределялись по карточкам. К концу года за счёт массовой иммиграции из Китая население Гонконга удвоилось и почти достигло довоенного уровня — 1,5 млн человек. |
| 1946 год | 1 мая губернатором Гонконга вновь стал Марк Янг, сменивший временную военную администрацию контр-адмирала Сесила Харкурта (хотя армия и продолжала выполнять функции полиции). В июне было создано Бюро труда, призванное контролировать уровень заработной платы и питание рабочих. В сентябре власти предоставили китайцам возможность работать в административном аппарате колонии, в том числе на высоких должностях в полиции, управлении железной дороги, службе здравоохранения; была основана авиакомпания «Катэй Пасифик». «Новые территории», на которых проживало 170 тыс. человек (в основном крестьяне, рыбаки и мелкие торговцы), разделили на 38 округов. Местные жители избирали старост, а те, в свою очередь, избирали Консультативный совет «Новых территорий». К концу года оборот внешней торговли колонии составлял в среднем 141,6 млн гонк. долл. в месяц (за год импорт составил 933,5 млн гонк. долл., а экспорт — 765,6 млн гонк. долл.); из-за разрушений, причинённых во время войны, работало лишь 903 фабрики и мастерские (до войны их было почти 2 тыс.). Уровень производства в резиновой промышленности составлял 20 % довоенного, в судоремонтной промышленности — 30 %, в консервной — 40 %, в лакокрасочной — 70 %; число занятых в этих отраслях (30 тыс. человек) было в три раза меньше, чем до войны. Цены на продовольственные и промышленные товары по сравнению с 1938—1939 годами выросли в 7—7,5 раз (в том числе на рис — в 12 раз, на мясо, растительное масло и топливо — в 6 раз, на рыбу — в 5 раз). Порт, практически не пострадавший в годы войны, вышел по грузообороту на лучшие довоенные показатели. В результате возобновления гражданской войны в Китае в колонию устремились предприниматели из Шанхая и Гуанчжоу, которые открывали в Гонконге новые предприятия и учреждали новые компании, что несколько улучшило положение в сфере занятости. В этом же году бастовали рабочие энергетических компаний «Гонконг Электрик» и «Чайна Лайт энд Пауэр»; в связи с ростом преступности был издан указ об особых правах охраны госучреждений и военных складов, согласно которому разрешалось открывать огонь при малейшей угрозе нападения; вспыхнула эпидемия оспы. |
| 1947 год | 25 июля губернатором Гонконга стал Александр Грэнтэм. В августе в течение почти месяца бастовали 11 тыс. членов Союза китайских механиков, которые таки добились повышения зарплаты. Осенью в Гуандуне активизировалась партизанская борьба против гоминьдановцев, которой руководила гонконгская ячейка КПК. В этом же году бастовали рабочие трамвайного депо, сигаретной и верёвочной промышленности; власти провели кампанию по борьбе с тайными обществами, разгромив 27 банд, депортировав более ста их членов и арестовав 77 человек; потребление электроэнергии составило 91 млн кВт/ч в год; для послевоенного восстановления фондового рынка две ранее самостоятельные торговые площадки, основанные в 1891 и 1921 годах, слились в новую Гонконгскую фондовую биржу. В колонии открылось бюро агентства Синьхуа, неформально выполнявшее функции посольства Китая (им руководил Цяо Гуаньхуа). В Гонконге насчитывалось 147 союзов рабочих (крупнейшими были Союз китайских механиков, Гильдия водителей автомобилей, Гонконгская ассоциация джонок, Клуб рабочих верфи военно-морского флота, Союз кули «Тун Так», Союз уличных торговцев и Союз моряков). В металлообрабатывающей и химической промышленности было занято 24,5 тыс. человек, в других отраслях обрабатывающей промышленности — 31,5 тыс. человек, в коммунальной сфере — 3 тыс. человек (в промышленности работали около 20 тыс. женщин, около трети из которых — чернорабочими). В конце года власти попытались выселить жителей трущоб старого Цзюлуна, что привело к беспорядкам и размещению в районе полицейских постов (старый Цзюлун формально находился под юрисдикцией Китая, которая, правда, никогда фактически не осуществлялась). Этот инцидент ещё более обострил китайско-британские отношения; гоминьдановское правительство заявило протест послу Великобритании, в Гонконг для переговоров с губернатором Грэнтэмом прибыл министр иностранных дел Китая Е Гунчао. Население Гонконга достигло 1,75 млн человек, в школах обучалось 120 тыс. учеников (из 225 тыс. детей в возрасте от 5 до 12 лет), в колонии насчитывалось 9 тыс. беспризорных детей, от болезни бери-бери умерло более 1,3 тыс. человек. |
| 1948 год | 1 января в Гонконге при участии Тань Пиншаня, Чэнь Миншу, Цай Тинкая, Ли Цзишэня и Чжу Юньшаня был создан Революционный комитет Гоминьдана, почётным председателем которого была избрана Сун Цинлин. 30 января Великобритания и Китай заключили двустороннее соглашение о борьбе с контрабандой. 15 апреля при участии представителей Китая произошла делинеация границы в районе Шатоуцзяо (Ша-Тау-Кок), на некоторых участках которой во время войны были снесены пограничные знаки. В этом же году британцы разрешили гоминьдановским властям создать пункты таможенного досмотра в Гонконге и Цзюлуне, собирать пошлины с грузов, а также патрулировать заливы Шэньчжэньвань (Дип Бэй) и Дапэнвань (Мирс Бэй); при перерегистрации получили лицензии 97 профсоюзов и 17 ассоциаций работодателей; во главе рабочего движения стала Федерация профсоюзов, в которой некоторым влиянием пользовались китайские коммунисты; компания «Баттерфилд энд Суайр» взяла под свой контроль авиакомпанию «Катэй Пасифик»; состоялась забастовка на предприятии американской компании «Тексас Ойл»; в ходе борьбы с преступностью власти арестовали более 25 тыс. человек, а также высекли 4,5 тыс. правонарушителей; губернатор издал указ, согласно которому прокуратура получала широкие полномочия по выяснению финансового положения чиновников, подозревавшихся в коррупции; также был принят Указ о поддержании общественного порядка, согласно которому губернатор в случае возникновения чрезвычайной ситуации мог объявить комендантский час, закрыть границы, территориальные воды и порт. В конце года в связи с усилением притока беженцев и возникновением дефицита на ряд промышленных товаров вновь начался рост цен; из-за нестабильности в Китае и Юго-Восточной Азии разорялось множество фирм, росла безработица, снижался уровень оплаты труда, возникали проблемы с приобретением сырья. |
| 1949 год | В апреле гонконгское бюро КПК было переименовано в Южнокитайское бюро ЦК КПК, которое возглавил Фан Фан. В мае в Гонконге состоялось заседание постоянного комитета Социал-демократической партии Китая, участники которого поддержали политику Чан Кайши. 18 августа власти обязали всех жителей колонии, кроме военнослужащих и детей до 12 лет, зарегистрироваться и получить «вид на жительство». 19 сентября был убит бывший сподвижник Чан Кайши, занимавший в конце 30-х годов пост посла в СССР, генерал Ян Цзэ. 14 октября прервалось движение по Цзюлун-Гуанчжоуской железной дороге. В этом же году был введён закон, запретивший забастовки и локауты; после падения гоминьдановского режима в Гонконг из Китая устремилось большое число беженцев (в декабре их прибывало в среднем по 10 тыс. человек в неделю), в том числе чиновников, коммерсантов и интеллигенции, а также многие русские эмигранты (их община группировалась вокруг церкви Святого Андрея). Среди прибывших в колонию были главарь шанхайской мафии и генерал-майор гоминьдановской армии Ду Юэшэн, финансист Цянь Синьчжи, владелец «Шанхайского банка» Чэнь Гуанфу, владелец «Первого коммерческого банка Чжэцзяна» Ли Мин, бывший посол в США Ван Чжэнтин (он занял пост председателя совета директоров страховой компании «Пасифик Иншуренс»). Кроме того, в Гонконге обосновалась верхушка крупнейшего тайного общества Шанхая «Цинбан», специализировавшегося на вымогательствах в лагерях беженцев и торговле героином. По итогам года доля Китая во внешней торговле Гонконга увеличислась до 20 %, но Гонконг имел в торговле с Китаем дефицит в 8 млн гонк. долларов. В трущобах и палатках проживало 330 тыс. человек. |
| 1950 год | Зимой Федерация профсоюзов Гонконга организовала забастовку работников трамвая, закончившуюся столкновениями с полицией. 30 января полиция разогнала собрание, в котором участвовали молодёжь и члены профсоюза трамвайщиков (были произведены аресты, а руководителя профсоюза Лю Фа и нескольких активистов депортировали в Китай). В мае власти закрыли границу с Китаем, создав в районе Шэньчжэня контрольно-пропускной пункт. Для въезда в Гонконг теперь требовалась специальная виза (упрощённая процедура её получения была введена только для граждан Тайваня). В августе командование британского флота решило открывать огонь в ответ на участившиеся случаи обстрела китайцами судов, направлявшихся в колонию и заходивших в территориальные воды Китая. В этом же году население Гонконга превысило 2,2 млн человек; власти снесли более 17 тыс. хижин, оставив без крова почти 107 тыс. человек; в результате большого пожара в трущобах Цзюлуна на улице оказались ещё 20 тыс. человек; был принят закон о депортации, согласно которому власти могли высылать из Гонконга всех лиц, не имевших документов на право жительства в колонии; в текстильном секторе Гонконга насчитывалось 187,5 тыс. верётен; вылов рыбы составил 16,4 тыс. т (вырос с 1946 года в восемь раз). По итогам года доля Китая во внешней торговле Гонконга увеличислась до 30 %, экспорт в Китай за год вырос на 150 % и теперь Гонконг имел в торговле с Китаем положительное сальдо в размере 603 млн гонк. долларов. В декабре в связи с войной в Корее США ввели эмбарго на торговлю с Китаем, Гонконгом и Макао, после чего колония оказалась в весьма затруднительном положении (наиболее пострадала текстильная промышленность). |
| 1951 год | 21 января в Цзюлуне вновь произошёл сильнейший пожар. 18 мая ООН под давлением США приняла резолюцию о всеобщем эмбарго на торговлю с КНР, что вынудило бизнесменов Гонконга выйти на новые рынки сбыта (прежде всего они устремились в Индонезию, Таиланд и Сингапур). К концу года в Гонконге функционировало 1873 фабрики и мастерские, на которых трудилось почти 95 тыс. человек (наиболее развитыми отраслями были судостроение и судоремонт, текстильное, резиновое, стекольное, лакокрасочное и кожевенное производство). Процветала киноиндустрия, в которой среди множества мелких фирм выделялось семь крупных компаний. Оборот внешней торговли за год вырос с 7,5 до 9,3 млрд гонк. долл. (особенно с Великобританией, странами Содружества и Японией); торговля с КНР составила 2,47 млрд гонк. долларов. Из-за фактической блокады КНР Гонконг стал «замочной скважиной в китайской двери» (в колонии открылись генеральные консульства США, Франции, Бельгии, Нидерландов, Италии, Индонезии, Таиланда, Южной Кореи, Панамы, консульства Филиппин, Швейцарии, Норвегии, Португалии, Аргентины, торговые представительства Австралии и Канады). |
| 1952 год | 10 января из Гонконга были высланы руководители цзюлунского отделения профсоюза красильщиков; летом — активисты профсоюзов трамвайщиков, телефонистов и текстильщиков. 1 марта в Гонконг прибыла группа помощи жертвам цзюлунского пожара, созданная в Гуанчжоу. Полиция остановила китайский поезд на «Новых территориях» в Фэнлине (недалеко от границы с Китаем), что вызвало серьёзные беспорядки. В этом же году в структуре гонконгского экспорта продукция текстильной и швейной промышленности составляла 26,5 %, сантехника, обувь, галантерея, часы, фотоаппараты, оптика и мебель — 10,5 %, электроаппаратура и запчасти к ней — 1,3 % (25 % экспортируемых товаров производились непосредственно в Гонконге). США несколько ослабили эмбарго относительно Гонконга, но экспортировать можно было только те товары, о которых точно было известно, что они произведены в колонии (соответствующие удостоверения выдавали Генеральная торговая палата Гонконга, Китайская генеральная торговая палата Гонконга, Федерация промышленности Гонконга, Ассоциация китайских промышленников и Индийская торговая палата Гонконг). Грузооборот гонконгского порта составил почти 4,4 млн т, каботажных перевозок на джонках между колонией и прибрежными районами Китая — 465 тыс. т, железной дороги — 222 тыс. т, аэропорта — 3 тыс. тонн. Расходы на медицинское обслуживание составляли 7,3 % колониального бюджета, расходы на полицию превысили 20 млн гонк. долл. (один полицейский приходился на 465 жителей). |
| 1953 год | 25 декабря из-за сильного пожара в скученном бедном районе Сэккипмэй (современный округ Самсёйпоу) за одну ночь без крова остались около 53 тыс. человек, преимущественно иммигрантов из Китая. После пожара губернатор Александр Грэнтэм инициировал программу строительства общественного жилья, призванную решить острую жилищную проблему среди иммигрантов. В этом же году в Гонконге произошло более 19 тыс. серьёзных правонарушений (доля раскрытых дел составляла около 50 %). |
| 1954 год | В колонии было зарегистрировано 29 банков, вклады в них составляли 926 млн гонк. долларов. Прогоминьдановский Совет профсоюзов объединял около 100 организаций, а прокоммунистическая Федерация профсоюзов — 57. В колонии обосновалось 385 тыс. беженцев из Китая; 19 % из них составляли бывшие чиновники, коммерсанты и помещики, 16 % — бывшие гоминьдановские военнослужащие и полицейские. В гонконгских трущобах проживало около 650 тыс. человек; эти районы находились под контролем мафии, там процветали насилие, проституция и наркомания. Власти расселили в государственных многоэтажных домах 154 тыс. человек, была создана Гонконгская жилищная администрация. |
| 1955 год | 11 апреля в результате диверсии, подготовленной тайваньскими агентами, после вылета из гонконгского аэропорта взорвался индийский самолёт с китайской делегацией, следовавшей в Бандунг на Конференцию солидарности стран Азии и Африки (16 человек погибли, 3 получили ранения). В октябре губернатор Гонконга Александр Грэнтэм посетил Китай, где встретился с премьером Госсовета и министром иностранных дел Чжоу Эньлаем. В Гонконге было произведено 37,3 тыс. т хлопчатобумажной пряжи, 1 тыс. т шерстяной пряжи, 129,6 млн м² тканей; в колонии насчитывалось 314,1 тыс. верётен, 21 крупная прядильная фабрика и 116 ткацких фабрик. В этом же году Канада и Австралия потребовали ограничить импорт резиновой обуви из Гонконга, а США, ЮАР и Тринидад — гонконгских хлопчатобумажных изделий. Рабочий класс колонии подвергался нещадной эксплуатации: 87 % трудящихся работали по субботам, а 73 % — и по воскресеньям, лишь у 12 % трудящихся рабочий день был ограничен 8 часами (преимущественно они были заняты на предприятиях, принадлежавших западному капиталу), 42 % ежедневно работали по 11 и более часов. Средняя дневная зарплата квалифицированного рабочего составляла 1,2—2,1 ам. долл., рабочего средней квалификации — 0,9—1,1 ам. долл., чернорабочего — 0,5—0,9 ам. доллара. Произошло более 3 тыс. случаев производственного травматизма (из которых 2,7 % имели смертельных исход). Власти закрыли 192 фабрики, которые грубо нарушали требования безопасности и гигиены труда. Из 1150 начальных и средних школ только 37 % были государственными или на дотации. Ежегодные доходы колониальных властей от продажи прав аренды земельных участков составили около 10 млн гонк. долларов. На «Новых территориях» проживало 11,6 % жителей колонии; здесь не было ни одного банковского отделения, а свои сбережения люди хранили в крупных магазинах. |
| 1956 год | 10 октября полиция сняла в Цзюлуне с домов тайваньские флаги и лозунги с символами Синьхайской революции, годовщина которой — главный национальный праздник Тайваня. Вскоре весь Цзюлун охватили манифестации, подстрекаемые гоминьдановской агентурой. Параллельно члены прогоминьдановских тайных обществ (в первую очередь «14К») устроили погромы фирм и магазинов, продававших товары из КНР, а также левых профсоюзов, учреждений и предприятий, принадлежавших Китаю. Постепенно беспорядки переросли в грабежи магазинов и частных домов, избиения коммунистов и сочувствующих им. Губернатор Грэнтэм объявил чрезвычайное положение и ввёл комендантский час, было прекращено паромное сообщение между Цзюлуном и островом Гонконг. Несмотря на принятые меры остановить волну насилия не удалось; в ночь с 11 на 12 октября число убитых превысило 100 человек. 13 октября Чжоу Эньлай заявил британскому поверенному в делах об озабоченности китайских властей нападениями гоминьдановцев на мирное население и потребовал обеспечить безопасность граждан и имущества КНР. В ответ колониальная администрация возложила всю ответственность на происки тайных обществ, ни словом не упомянув о роли тайваньских спецслужб. К 16 октября власти задержали около 5 тыс. подозреваемых и постепенно восстановили порядок. 17 октября британский МИД отверг все протесты Китая, 19 октября британский поверенный в делах заявил в Пекине, что КНР раздувает инцидент с целью заработать на этом политический капитал, а губернатор Грэнтэм обвинил Чжоу Эньлая во вмешательстве во внутренние дела колонии. В этом же году основными торговыми партнёрами Гонконга по экспорту были Великобритания, США, Малайская Федерация и Индонезия, а главными статьями экспорта — текстиль, одежда, обувь и эмалированная посуда. Население Гонконга составило 2,67 млн человек. |
| 1957 год | В апреле в Гонконге вспыхнула эпидемия гриппа, распространившаяся из южного Китая. В мае начала работу первая телестанция Гонконга «Rediffusion». В структуре гонконгского экспорта продукция текстильной и швейной промышленности составляла 43,34 %, сантехника, обувь, галантерея, часы, фотоаппараты, оптика и мебель — 14,29 %, электроаппаратура и запчасти к ней — 1,54 %. Одна больничная койка приходилась на 401 жителя Гонконга. 50 % учеников начальных и средних школ посещали частные школы. Членами тайных обществ («хуэйданов») были около 15 % жителей колонии (в начале 40-х годов — около 9 %). Начавшаяся в Китае борьба с «правыми элементами» породила новую волну беженцев в Гонконг. |
| 1958 год | 23 января губернатором Гонконга стал Роберт Блейк. За прошедшее десятилетие (с 1948 по 1958 год) в Гонконг из Китая переселилось около 1 млн человек. Начавшаяся в Китае кампания «большого скачка» породила новый поток беженцев, устремившихся в колонию. Более 42 % экспортируемых товаров производились непосредственно в Гонконге; 772 гонконгских предприятия имели лицензии, позволявшие экспортировать свою продукцию в США. Колонию посетили 103 тыс. иностранных туристов. В этом же году отделение Синьхуа в Гонконге возглавил Лян Вэйлинь, проработавший на этом посту 20 лет; был принят закон, ограничивший рабочее время 10 часами в день (60-часовая рабочая неделя) и обязавший хозяев предоставлять женщинам и подросткам еженедельный выходной; власти закрыли 211 предприятий, не соответствовавших требованиям санитарии и техники безопасности. Более 15 % тяжких преступлений совершали члены тайных обществ; более 72 % преступников, задержаных полицией, были наркоманами. |
| 1959 год | В августе было основано «Коммерческое радио Гонконга» (CRHK). В этом же году в двух крупнейших доках Гонконга было спущено на воду 458 судов общим водоизмещением 1,7 млн тонн. К концу 50-х годов ограничения на импорт гонконгского текстиля ввели Великобритания, Франция, Бельгия, Нидерланды, Люксембург, Французская Западная Африка, Кения и Уганда. В незарегистрированных мелких мастерских, принадлежавших в основном беженцам из Китая, работало около 200 тыс. человек. Власти расселили в государственных многоэтажных домах 360 тыс. человек. В колонии насчитывалось около 60 землячеств и клановых организаций. 26 соседских организаций взаимопомощи («кайфонг» или «цзэфан») объединяли более 50,4 тыс. семей или около 370 тыс. человек, они содержали 17 бесплатных клиник и 23 школы. Всего на средства кайфонгов и комитета больницы «Дунхуа» обучалось около 10 тыс. детей. |

|                   |                   |                   |                   |
| Гонконг, 1936 год | Гонконг, 1950 год | Гонконг, 1952 год | Гонконг, 1955 год |

### 1960—1989 годы
| Дата     | Событие |
| 1960 год | Расходы властей на образование составляли 95 млн гонк. долл., число учеников начальных школ достигло 393 тыс. человек, средних школ — 74 тыс. человек, высших и средних специальных учебных заведений — 25 тыс. человек. В начале 60-х годов грамотных мужчин было в 1,5 раза больше, чем женщин. |
| 1961 год | В колонии насчитывалось 2330 предприятий с 1—9 рабочими, 1293 предприятия с 10—19 рабочими, 398 предприятий с 50—99 рабочими, 242 предприятия с 100—199 рабочими, 151 предприятие с 200—499 рабочими, 35 предприятий с 500—999 рабочими, 24 предприятия с 1000—1999 рабочими. Из 1 млн трудящихся 64 % получали месячную зарплату, 10 % — ежедневную и 5 % — почасовую, остальные работали сезонно. Родившиеся за пределами Гонконга составляли 52 % жителей колонии. Также в Гонконге насчитывалось 137 тыс. даньцзя или «людей в лодках», которые сохраняли специфический быт и старые традиции, почти всю свою жизнь проводя в джонках и сампанах (в древности они были вытеснены гуандунцами с материка и считались людьми низкого происхождения, в течение многих веков китайские законы запрещали им жить на берегу и вступать в браки с людьми, живущими на суше). 511 тыс. человек проживало в трущобах, 140 тыс. — в крошечных комнатушках площадью в кровать, 69 тыс. — на открытых верандах, 56 тыс. — на крышах, 50 тыс. — в магазинах, гаражах и на лестницах, 20 тыс. — на тротуарах, 12 тыс. — в подвалах, 10 тыс. — в пещерах. Около 150 тыс. детей в возрасте от 5 до 15 лет вообще не посещали школу. В этом же году было создано Жилищное общество Гонконга, строившее жильё для семей со средним достатком. |
| 1962 год | В мае—июне Япония из-за опасений американских санкций приостановила поставки транзисторов и диодов в Гонконг (позже было достигнуто соглашение, согласно которому гонконгские радиоприёмники, собранные из японских комплектующих, не должны были экспортироваться в Северную Америку). В начале сентября на Гонконг обрушился мощный тайфун «Ванда» (в результате разгула стихии погибло более 130 человек, 72 тыс. жителей остались без крова). В этом же году в колонию хлынула новая волна беженцев из Китая, что вынудило власти прибегать к практике частичной депортации; только по официальным данным почти 53 тыс. занятых на семейных предприятиях вообще не получали зарплаты; в структуре гонконгского экспорта продукция текстильной и швейной промышленности составляла 42,53 %, сантехника, обувь, галантерея, часы, фотоаппараты, оптика и мебель — 22,1 %, электроаппаратура и запчасти к ней — 2,92 %; США, Канада, Германия и Норвегия ввели импортные квоты на гонконгский текстиль (ранее Австралия, Шри-Ланка, ЮАР и Нигерия повысили тарифы на него). Вследствие всех этих ограничительных мер текстильная промышленность Гонконга вступила в период застоя. Однако, в этот же период наметился рост производства пластмасс (особенно игрушек и искусственных цветов), одежды (особенно рубашек и шерстяного трикотажа, которого было продано на 98 % больше, чем в 1961 году) и электроники (особенно транзисторных радиоприёмников, экспорт которых увеличился в 4 раза по сравнению с предыдущим годом). С 1955 по 1962 год в жилые дома, построенные для своих работников частными компаниями, переехало 85 тыс. человек. |
| 1963 год | В октябре на базе трёх миссионерских колледжей («Чжунчжи», «Нью Эйша» и «Юнайтед»), перебравшихся после образования КНР в Гонконг, был образован Китайский университет Гонконга. Из-за тяжёлых условий труда в этом году произошло более 10,25 тыс. случаев производственного травматизма. Власти создали Приёмную неофициальных членов административного и законодательного советов, в задачи которой входило принимать жалобы и предложения от населения и передавать их администрации. |
| 1964 год | 14 апреля губернатором Гонконга стал Девид Тренч. В начале сентября значительные разрушения принёс колонии тайфун «Рубин». В этом же году норма жилой площади на одного человека в государственных домах была поднята с 2,2 до 3,3 м²; по Гонконгу прошла массовая кампания за сохранение китайского языка. |
| 1965 год | Крах местного «Кантон Траст энд Коммершл Бэнк» вызвал обвал фондового рынка колонии. В Гонконге функционировало около 8,5 тыс. промышленных предприятий, на которых трудилось почти 360 тыс. рабочих (в колонии был всего один завод, на котором работало более 5 тыс. человек). В новом промышленном центре Гуаньтан (Куньтхон), созданном в Цзюлуне на отвоёванной у моря территории, в специальной индустриальной зоне функционировало 642 фабрики; преимущественно это были небольшие как по числу занятых, так и по производственной площади семейные предприятия. Число находившихся на государственной службе врачей составляло 873 человека, число больничных коек достигло 13 176. Начало «культурной революции» в Китае не привело к ожидаемому потоку беженцев (во второй половине 60-х годов число иммигрантов из КНР не превышало 4—10 тыс. в год). В этом же году был создан Консультативный комитет по вопросам профессиональной подготовки. |
| 1966 год | В апреле подорожание билетов на паром между Гонконгом и Цзюлуном вызвало выступления молодёжи, переросшие в уличные беспорядки (один человек погиб, десятки получили ранения, более 1,8 тыс. были арестованы). Население Гонконга составило 3,87 млн человек, доля уроженцев колонии возросла до почти 54 % населения. По-английски говорило только 8,7 % населения Гонконга. Ежегодный объём банковских займов превысил 5,4 млрд гонк. долларов, из которых 31,4 % приходилось на торговлю (преимущественно внешнюю), 19,8 % — на промышленность, 16,4 % — на строительство . |
| 1967 год | 6 мая на фоне бушевавшей в Китае «культурной революции» рабочие фабрики искусственных цветов вышли на демонстрацию, требуя под маоистскими лозунгами повышения заработной платы. Демонстрация завершилась столкновением с полицией, несколько человек получили ранения, более 20-и были арестованы. Левацкие представители профсоюза, отправившиеся к полицейскому участку с требованием освободить арестованных, также оказались за решёткой. В Гонконге начались массовые демонстрации протеста, в которых активно участвовали профсоюзы и учащиеся; 11 мая произошли новые столкновения полиции с манифестантами. 12 и 13 мая власти ввели чрезвычайное положение, призвав на помощь полиции армейские подразделения. 15 мая МИД Китая обвинил гонконгские власти в «тщетных попытках средствами подавления воспрепятствовать влиянию великой пролетарской культурной революции», а в Гуанчжоу развернулось движение в поддержку антибританских выступлений в Гонконге. 17 мая Великобритания отвергла все требования и обвинения со стороны Китая и одобрила все мероприятия колониальных властей по поддержанию правопорядка. 22 мая толпа демонстрантов направилась к резиденции губернатора, но была остановлена полицией (более 200 человек получили ранения, многие были задержаны); власти вновь были вынуждены объявить о введении чрезвычайного положения. Несмотря на это забастовали водители автобусов, трамвайщики, работники почты, компании «Чайна Гэс», паромов в Цзюлуне и Юмади, электростанций в Бэйцзяо (Норт Пойнт) и Хункане (Хун-Хом), доков в Цзюлуне, сахарного завода компании «Тайгу». 10 июня к забастовке присоединились служащие правительственных учреждений и работники британских предприятий, 24 июня — работники текстильной промышленности, водного транспорта, коммунального хозяйства, на четыре дня замерла розничная торговля, начались беспорядки в некоторых учебных заведениях, активизировались маоистские агитаторы. 24 июня Чжоу Эньлай заявил, что «судьба колонии находится не в руках англичан, а в руках китайского народа» и что «китайский народ решил в соответствии с требованиями обстановки оказывать всяческую поддержку соотечественникам-патриотам вплоть до окончательной победы». В июле участились столкновения между полицией и демонстрантами-леваками; сложилась напряжённая ситуация на границе с КНР (возникла реальная угроза проникновения хунвэйбинов, чему воспрепятствовали лишь армейские подразделения с обеих сторон границы). 17 августа колониальные власти запретили выход трёх левых газет, обвинённых в подстрекательстве к беспорядкам. 20 августа МИД Китая направил ультиматум с требованием отмены этого распоряжения, а по истечении двух суток хунвэйбины разгромили и подожгли британское посольство в Пекине. Несмотря на обострение двухсторонних отношений и ожесточённую антианглийскую кампанию в китайской прессе, власти КНР не решились доводить конфликт до военных действий на границе с Гонконгом и 23 августа даже возобновили временно сокращённые поставки воды и продовольствия в колонию. Постепенно внутренняя напряжённость в Гонконге стала спадать; местные экстремисты не получили желаемой помощи от властей Китая, а движение в поддержку «культурной революции», и так не пользовавшееся влиянием среди широких слоёв населения колонии, резко пошло на убыль. Итогом событий весны—лета 1967 года стала гибель 36 человек, около 500 получили ранения, почти 3,5 тыс. были арестованы. Власти Гонконга ужесточили свою позицию в отношении левых профсоюзов и прессы. В гонконгской экономике наметился временный спад, вызванный бегством местного и иностранного капитала за рубеж и сокращением туризма. На последующее десятилетие отношения между Гонконгом и Китаем ограничились лишь экономической сферой. В ноябре была основана телекомпания «Television Broadcasts Limited» (TVB), ставшая вторым бесплатным телеканалом колонии. В этом же году в Гонконге было произведено 137,1 тыс. т хлопчатобумажной пряжи (с 1955 года производство выросло на 367 %), 7,9 тыс. т шерстяной пряжи (на 783,5 %), около 7 тыс. т синтетических волокон, 619,9 млн м² тканей (на 478 %); в колонии насчитывалось 807,9 тыс. верётен, 23,7 тыс. ткацких станков, 39 крупных прядильных фабрик, 216 ткацких фабрик. В структуре гонконгского экспорта продукция текстильной и швейной промышленности составляла 49,96 %, сантехника, обувь, галантерея, часы, фотоаппараты, оптика и мебель — 25,57 %, электроаппаратура и запчасти к ней — 15,7 % (к концу года Гонконг экспортировал 16 млн радиоприёмников). Грузооборот гонконгского порта составил более 9,5 млн т, каботажных перевозок на джонках между колонией и прибрежными районами Китая — почти 1,5 млн т, железной дороги — 596 тыс. т, аэропорта — 26 тыс. т. В колонии было зарегистрировано 75 банков, вклады в них составляли почти 8,2 млрд гонк. долларов. Был создан Совет по развитию торговли, представлявший интересы почти 3 тыс. гонконгских компаний; к концу года Гонконгская жилищная администрация и Жилищное общество Гонконга построили квартиры для 125 тыс. человек. Расходы властей на социальные нужды составляли 365,5 млн гонк. долл., в том числе расходы на медицинское обслуживание — 173,4 млн гонк. долл. (достигнув 9,6 % колониального бюджета); одна больничная койка приходилась на 272 жителя Гонконга (при этом, доля государственных больниц составляла 38,9 % коек). Расходы правительства на образование составляли 273 млн гонк. долл., число учеников начальных школ достигло 662 тыс. человек, средних школ — 220 тыс. человек (выросло по сравнению с 1960 годом на 300 %), высших и средних специальных учебных заведений — 42,6 тыс. человек (выросло на 170 %). В Гонконге произошло почти 22,7 тыс. серьёзных правонарушений (доля раскрытых дел составляла около 68 %); расходы на полицию превысили 114 млн гонк. долл. (один полицейский приходился на 355 жителей). |
| 1968 год | В июле в Гонконге вспыхнула эпидемия гриппа, вскоре распространившаяся по всему миру. Ущерб экономике Гонконга от девальвации английского фунта стерлингов исчислялся 700 млн гонк. долларов. Рабочий день женщин и подростков был ограничен 9 часами (годом ранее — 9,5 часами), детей от 14 до 16 лет — 8 часами, им запрещалось работать ночью и под землёй. В профсоюзах числилось более 165 тыс. человек, в общей численности лиц наёмного труда они составляли более 13,5 %. Более 400 тыс. человек продолжали жить в трущобах (при этом многие из них сдавали в аренду свои квартиры в государственных домах). Более 17 тыс. правонарушений (в том числе 225 тяжких), совершённых в этом году, были либо совершены на почве наркомании, либо связаны с торговлей наркотиками. Внезапный всплеск на Западе моды на парики на короткое время обеспечил работой в Гонконге свыше 13 тыс. человек. В Китайском университете обучалось почти 2 тыс. студентов (почти столько же, сколько и в Гонконгском университете). |
| 1969 год | В конце 60-х годов наступил спад в металлургической промышленности, которая не могла конкурировать с компаниями Японии и Китая (гонконгские предприятия ограничились внутренним рынком и разделкой старых судов на металлолом). Зато всё большее развитие получали финансовый сектор, логистика, упаковка и реэкспорт товаров. Зарубежные операции гонконгских банков составили 250 млн гонк. долларов. Ежегодные доходы колониальных властей от продажи прав аренды земельных участков достигли 120 млн гонк. долларов. Отдельную квартиру имела лишь пятая часть жителей Гонконга. В средних технических школах и Гонконгском техническом колледже обучалось почти 17 тыс. студентов по 101 специальности. В этом же году открылся Технический институт Моррисон Хилл, при котором было создано около двух десятков центров вечернего образования, разбросанных по всему Гонконгу; были основаны «Дальневосточная биржа» и газета «Ориентал Дейли Ньюс» (東方日報), выходящая на китайском языке. |
| 1970 год | Удельный вес обрабатывающей промышленности составлял 29,9 % ВВП Гонконга, розничной торговли и гостиничного дела — 21,8 %, финансовых услуг — 14,3 %, транспорта, складского дела и связи — 7,2 %, остальных видов услуг — 18,9 %. В Гонконге насчитывалось 11 755 фабрик и более 140 тыс. рабочих. С начала 70-х годов на «Новых территориях» начали интенсивно расти новые промышленные города — Шатянь (Сатхинь), Туньмэнь (Тхюньмунь) и Цюаньвань (Чхюньвань); в районе Куйюн (современный округ Кхуайчхин) вырос мощный контейнерный терминал. Правительство Гонконга контролировало около 40 крупнейших местных компаний, в том числе «Кэйбл энд Уаэрлесс» (телеграф), «Коммершиал Ти-Ви» (телевидение), «Чайна Лайт энд Пауэр» (электроэнергетика), «Гонконг энд Чайна Гэс» (газовое хозяйство), «Чайна Мотор Бас» (автобусные перевозки), «Кросс Харбор Таннел» (строительство и эксплуатация подводного туннеля между Гонконгом и Цзюлуном), а также порт, аэропорт Кайтак, трамвай, паромы, фуникулёр, телефонную связь, радиостанции, страхование экспорта, оптовую торговлю рыбой и овощами. В этом же году открылся Гонконгский баптистский колледж (3,3 тыс. студентов). |
| 1971 год | В августе значительные разрушения принёс колонии тайфун «Роза» (затонуло множество лодок и судов, в том числе паром Гонконг—Макао, на котором погибло 88 человек, на скалы выбросило американский военный корабль «USS Regulus», были повреждены коммуникации, тысячи людей остались без крова). 19 ноября губернатором Гонконга стал Мюррей Маклехоуз. Согласно данным переписи 1971 года из 3973 тыс. жителей Гонконга около 44 % родились за его пределами, главным образом в Китае. В этом же году была создана Фондовая биржа «Kam Ngan»; потребление электроэнергии составило почти 4,9 млрд кВт/ч в год; при департаменте труда был создан трудовой суд для решения сложных конфликтов; рабочий день женщин был ограничен 8 часами; число учащихся дневных и вечерних отделений промышленных и отраслевых колледжей достигло почти 22 тыс. человек. Широко развернулось студенческое «движение в защиту островов Дяоюйтай», носившее националистический характер. |
| 1972 год | 10 марта, вскоре после восстановления членства КНР в ООН, её представитель передал Комитету по деколонизации меморандум, в котором говорилось о том, что Пекин считает Гонконг и Макао частями китайской территории, оккупированными соответственно Великобританией и Португалией. В августе был открыт подводный автомобильный туннель «Кросс Харбор», соединивший остров Гонконг с Цзюлуном. В этом же году Гонконгский технический колледж был преобразован в Политехнический институт, где обучалось более 20 тыс. человек (4 тыс. студентов, 2,5 тыс. слушателей спецкурсов и более 14 тыс. слушателей вечерних курсов); была основана Коулунская фондовая биржа; иммиграция из Китая возросла до 20,4 тыс. человек. |
| 1973 год | Удельный вес обрабатывающей промышленности составлял 26,9 % ВВП Гонконга, розничной торговли и гостиничного дела — 23 %, финансовых услуг — 19,3 %, транспорта, складского дела и связи — 5,9 %, остальных видов услуг — 17,4 %. В этом же году Городской совет, выполнявший функции мэрии Гонконга и Цзюлуна, получил финансовую независимость от колониальной администрации; был открыт самый высокий гонконгский небоскрёб — 52-этажный «Коннаут Сентр» (178 м). Биржевой кризис и последовавший за ним нефтяной кризис привели к резкому падению темпов роста гонконгской экономики, значительно сократился экспорт в Северную Америку и Западную Европу, безработица превысила 9 %. Власти провели крупномасштабную кампанию по борьбе с мафией, задержав около 1,7 тыс. членов тайных обществ, а также создали независимую комиссию по борьбе с коррупцией. Число нелегальных иммигрантов, перебравшихся в этом году из КНР в Гонконг, составило 20,8 тыс. человек. |
| 1974 год | В ноябре колониальные власти официально объявили о том, что все пойманные на границе нелегалы будут немедленно депортированы обратно в Китай (однако тем, кто ухитрялся добраться до острова Гонконг, разрешалось остаться). В этом же году китайский язык наряду с английским был объявлен официальным языком Гонконга; число находившихся на государственной службе врачей составляло 767 человек, число больничных коек достигло 17 580. В Гонконгском и Китайском университетах обучалось 9 тыс. студентов, в Техническом институте Моррисон Хилл и центрах при нём — 14 тыс. студентов и слушателей. Около 20 тыс. правонарушений, совершённых в этом году, были связаны с распространением наркотиков, более 3 тыс. преступлений совершили члены тайных обществ. |
| 1975 год | Население Гонконга достигло 4,3 млн человек (жители колонии в возрасте до 30 лет составляли почти 65 % населения). ВВП Гонконга составил 37,3 млрд гонк. долл. (около 8,5 тыс. долл. на душу населения). Насчитывалось 26 962 фабрик и почти 228 тыс. рабочих. Иностранный капитал присутствовал в 271 предприятии, на которых работало 8,7 % всех занятых. Максимальная заработная плата превысила 65 гонк. долл. в день, минимальная составляла 13 долл., потребительские цены по сравнению с 1963 годом выросли почти на 190 %. Правительство Гонконга основало компанию Mass Transit Railway Corporation. Члены тайных обществ совершили более 4,2 тыс. преступлений. |
| 1976 год | Была введена «Схема владения недвижимостью» (Home Ownership Scheme или 居者有其屋計劃), позволившая субсидировать продажу и сдачу в аренду жилищного фонда, находившегося под управлением правительства. Также была основана Гонконгская товарная биржа, специализировавшаяся на торговле хлопком, сахаром, соей и золотом. В Гонконге начала выходить азиатская версия американской деловой газеты «The Wall Street Journal». ВВП колонии достиг 47,2 млрд гонк. долларов (более 10,6 тыс. долл. на душу населения). Удельный вес обрабатывающей промышленности составлял 26,6 % ВВП Гонконга, розничной торговли и гостиничного дела — 23,7 %, финансовых услуг — 18,5 %, транспорта, складского дела и связи — 5,9 %, остальных видов услуг — 17,6 %. Наиболее важными отраслями были швейная промышленность (7969 фабрик и 252,8 тыс. занятых), текстильная промышленность, электронная промышленность (672 фабрики и 71 тыс. занятых), производство пластмасс и изделий из них (4036 фабрик и 82,25 тыс. занятых). В непроизводственной сфере было сосредоточено около 550 тыс. человек. Иностранный капитал присутствовал в 367 предприятиях, основными инвесторами были США (46,5 %), Япония (19,9 %), Великобритания (7,5 %), Нидерланды (5,2 %) и Австралия (4,6 %). Главными получателями иностранных инвестиций были электронная промышленность (36,2 %), текстильная промышленность (15,8 %) и химическая промышленность (11,9 %). Общая сумма гонконгских инвестиций в Китай составила 2 млрд ам. долл. (основной сферой их приложения стала недвижимость). Общий капитал «Гонконг-Шанхайской банковской корпорации» достиг 55 млрд гонк. долл. (52 % активов банка размещались в колонии). Оборот внешней торговли достиг 85,5 млрд гонк. долл., при этом экспорт гонконгских товаров составил 78,5 % от всего экспорта (преобладали готовая одежда, текстиль, пластмассовые изделия, электроника, часы, станки для работы с пластмассой и металлами, прессы, полиграфические и текстильные машины). В общей численности лиц наёмного труда члены профсоюзов составляли более 25 %. |
| 1977 год | Несмотря на ужесточение пограничного контроля, общее число официальных и нелегальных иммигрантов, прибывавших в Гонконг в 1975—1977 годах, составляло 29—35 тыс. в год. В этом же году расходы властей на социальные нужды составляли более 2,7 млрд гонк. долл.. |
| 1978 год | Население Гонконга на середину года составляло 4610 тыс. человек (с 1950 года оно увеличилось в 2,3 раза), средняя плотность — 4411 человек на 1 км², городские жители — 93 % населения колонии. Подавляющую часть жителей (99 %) составляли китайцы; среди остальных — англичане (30 тыс.), различные народы тибето-бирманской группы (8 тыс.), индийцы (3 тыс.), американцы (2 тыс.) и португальцы (1 тыс.). Среди китайцев свыше 4/5 составляли выходцы из Гуандуна, остальные — выходцы из Фуцзяни, Шанхая и Пекина (включая их потомков), а также даньцзя или «люди в лодках» (около 80 тыс. человек). Гуандунский диалект или юэ знало всё китайское население Гонконга, среди других диалектов были распространены чаочжоуский или хокло (им пользовалось около 8 % всех китайцев колонии), кэцзя или хакка (3,3 %), сыяп (3,1 %), шанхайский или у (2,6 %), пекинский или гоюй (1 %). Доля уроженцев Гонконга в общей массе населения достигла 59 %. 40 % населения колонии проживало в государственных многоквартирных домах. Число учащихся дневных и вечерних отделений промышленных и отраслевых колледжей превысило 48 тыс. человек. Объём двусторонней торговли между Гонконгом и Китаем составил 10,8 млрд гонк. долларов. В этом же году в округе Сатхинь открылся второй в колонии ипподром, также принадлежавший Гонконгскому жокей-клубу; отделение Синьхуа в Гонконге возглавил Ван Куан. |
| 1979 год | В марте находившийся в Пекине с визитом гонконгский губернатор Маклехоуз попытался решить вопрос о продлении аренды «Новых территорий», но безуспешно. В начале августа значительный ущерб нанёс колонии тайфун «Хоуп» (12 человек погибли, около 260 получили ранения). 1 октября началось движение поездов на линии Куньтхон, которая соединила округа Яучиммон и Сайкун. В конце 70-х годов наибольший прирост иностранных инвестиций наблюдался в химической, пищевой и часовой промышленности; увеличился вывоз капитала из Гонконга в Юго-Восточную Азию (особенно в Индонезию и Малайзию), на Тайвань и в Южную Корею. Кроме того, колония превратилась в главного посредника во внешней торговле Китая, вставшего на путь экономических реформ, а также в перевалочных пункт в торговле между Китаем и Тайванем. Заметно окрепли местные китайские компании («хуацзы»), в некоторых сферах потеснившие британский капитал и наладившие тесные связи с компаниями из континентального Китая («чжунцзы»). Крупнейшими предпринимателями Гонконга из числа китайцев были Бао Юйган (судоходный концерн «Хуаньцю»), Ли Цзячэн (корпорация «Чанцзян»), Ли Фушу, Чжоу Синянь и Фэн Бинфэнь. Один врач приходился на 1436 жителей. К концу 70-х годов число кайфонгов сократилось до 10 (29,5 тыс. членов), а больших клановых организаций — до 12 (10,6 тыс. членов). В этом же году число беженцев достигло 160 тыс. человек, более 80 % из которых были неквалифицированными сельскохозяйственными рабочими (этот наплыв вынудил гонконгские власти обратиться к Китаю с просьбой об усилении пограничного контроля с его стороны границы); было введено всеобщее обязательное девятилетнее образование, чем завершилась реформа средней школы; власти выплатили 61,2 млн гонк. долл. в виде пособий инвалидам и пенсий по старости (всего их получили 64 599 человек); доход Городского совета Гонконга и Цзюлуна достиг 680 млн гонк. долл.. |
| 1980 год | 23 октября вступили новые правила, согласно которым депортации подлежали все нелегальные иммигранты; был принят закон о судебном преследовании за укрывательство и наем на работу нелегальных иммигрантов; введены удостоверения личности нового типа, которые все жители старше 16 лет обязаны были иметь при себе. В этом же году удельный вес обрабатывающей промышленности составлял 26,7 % ВВП Гонконга, финансовых услуг — 22 %, розничной торговли и гостиничного дела — 18,8 %, транспорта, складского дела и связи — 6,5 %, остальных видов услуг — 16 %; четыре биржи объединились в Фондовую биржу Гонконга (полностью прекратили самостоятельные торги они лишь весной 1986 года). В колонии насчитывалось 150 банков, 134 представительства иностранных банков и 300 инвестиционных компаний. Налог на прибыль был снижен с 15 % до 10 %, а обложение вкладов в иностранной валюте отменено вообще. Доля Гонконга в поступлениях валюты из-за границы в КНР составляла 36,5 % (китайские государственные предприятия получили в Гонконге доходов на сумму 824,9 млн ам. долл., в том числе в банковской сфере — 229,8 млн ам. долл.). Общий объём британских капиталовложений в экономику колонии составлял около 15 млрд гонк. долл., крупнейшим конгломератом была «Гонконг-Шанхайская банковская корпорация» или «Хуэйфэн» (банк хранил вклады 60 % населения, выпускал 80 % бумажных купюр, контролировал несколько других банков, а также инвестиционных, страховых, девелоперских, транспортных и складских компаний, 30 % акций авиакомпании «Катэй Пасифик», 45 % акций газеты «Саут Чайна Морнинг Пост» и еженедельника «Фар Истерн Экономик Ревью», 10 % акций местной телерадиокомпании). Также в число крупнейших входили группы «Джардин, Матисон энд Ко» или «Ихэ» (недвижимость, торговля, лёгкая промышленность, банковское дело, страхование, транспортные услуги, разработка природных ресурсов), «Баттерфилд энд Суайр» или «Тайгу» (недвижимость и транспортные услуги), «Каддури» или «Цзядаоли» (недвижимость и коммунальное хозяйство), «Хатчисон Вампу» или «Хэцзи Хуанпу» (торговля, складское хозяйство, финансовые операции и разработка природных ресурсов), «Хуэйдэфэн» (транспорт и недвижимость). |
| 1981 год | 25 декабря в рождественское утро небольшое дорожное происшествие, случившееся в центре Гонконга, переросло в молодёжный бунт (11 человек получили ранения, 18 были арестованы, пострадали 7 автомобилей). В этом же году был открыт самый высокий гонконгский небоскрёб — 64-этажный «Хоупвелл Сентр» (222 м); в колонии случился очередной биржевой кризис. Численность служащих составила 50 % общего числа наёмных работников, в том числе занятых в финансовой сфере — 4,8 % (десять лет назад она составляла 2,7 %), в промышленности — 41 %. Американские инвестиции в экономику Гонконга составили 2 млрд ам. долларов, на долю США приходилось 47 % всех иностранных инвестиций (американские компании контролировали 90 % производства игрушек, более 50 % электронной и химической промышленности, строительства и цветной металлургии). Инвестиции ФРГ составили 83 млн марок. Гонконгский китайский капитал («хуацзы») составил 91 % всех иностранных инвестиций в специальные экономические зоны Китая (Шэньчжэнь, Чжухай, Сямынь, Шаньтоу). |
| 1982 год | 1 января в Гонконге случились беспорядки, устроенные молодёжью. В апреле члены молодёжных уличных банд и футбольные фанаты вновь устроили серьёзные беспорядки. 20 мая губернатором Гонконга стал Эдвард Юд. Начало официальным переговорам о судьбе Гонконга положила сентябрьская встреча в Пекине Маргарет Тэтчер и Дэн Сяопина. В этом же году начала функционировать линия метро Чхюньвань (ранее некоторые её участки были частью линии Куньтхон), соединившая остров Гонконг с Цзюлуном. Телекомпания «Rediffusion Television» (RTV) была переименована в «Asia Television» (ATV). Было создано «Гонконгское движение верующих христиан». Пропекинская Федерация профсоюзов включала 96 организаций (280 тыс. членов), протайваньский Совет профсоюзов — 86 организаций (40 тыс. членов), независимые профсоюзы — 131 организацию (80 тыс. членов). Объём двусторонней торговли между Гонконгом и Китаем составил 44,7 млрд гонк. долл. (32 % китайского экспорта приходилось на текстиль и одежду, 20 % — на продовольствие). Японские инвестиции в экономику Гонконга превысили 1,4 млрд ам. долл.; из 854 японских компаний, обосновавшихся в колонии, 380 работали в обрабатывающей промышленности (производство бытовой электроники, фотоаппаратуры, копировальной техники, часов и игрушек), 221 — в сфере услуг, 147 — в торговле, 106 — в сфере финансов. В колонии насчитывалось 320 тыс. человек в возрасте старше 65 лет. В Гонконге прошла встреча главарей местной мафии с представителями китайских тайных обществ из Сан-Франциско, Лос-Анджелеса, Торонто и Бостона, на которой обсуждались перспективы перемещения деятельности триад за пределы колонии в связи с предстоящим возвращением Гонконга под суверенитет КНР. |
| 1983 год | В феврале 140 жителей Гонконга и Макао были введены в состав Всекитайского собрания народных представителей и Народного политического консультативного совета Китая. 27 апреля в округе Коулун-Сити открылся спортивно-развлекательный комплекс «Гонконг Колизеум». В мае отделение Синьхуа в Гонконге возглавил бывший первый секретарь Компартии провинции Цзянсу Сюй Цзятунь. В августе, после резких заявлений Чжао Цзыяна, в колонии началась паника, переросшая в отток капитала и рост эмиграции (всего за год колонию покинули 20 тыс. человек); жители Гонконга стали массово переводить свои сбережения в американские доллары, а курс гонконгского доллара резко упал, что повлекло за собой рост цен, дефицит товаров первой необходимости и волнения среди трудящихся. В начале сентября в колонии бушевал тайфун «Эллен» (6 человек погибло, почти 280 получили ранения, десятки судов выбросило на мель). 18 сентября состоялась 3-тысячная демонстрация противников роста цен (в первую очередь на электроэнергию). 24 сентября обменный курс гонконгского доллара упал до небывало низкого уровня: за 1 американский доллар давали уже 9,6 гонконгских долларов (на бирже этот день назвали «чёрной субботой»). В октябре гонконгский доллар были привязан к американскому доллару фиксированным обменным курсом. В этом же году удельный вес финансовых услуг составил 25 % ВВП Гонконга. Колонию посетили почти 2,7 млн иностранных туристов (преимущественно из Юго-Восточной Азии, Японии, США, Западной Европы, Австралии и Новой Зеландии), которые истратили более 10,2 млрд гонк. долларов. Гонконгский экспорт на Тайвань достиг почти 6,5 млрд гонк. долларов. Власти разрешили повысить квартплату на 30 %, но предоставили 300 тыс. малоимущим семьям возможность платить «регулируемую квартплату», то есть 45 % от рыночной цены (по дороговизне жилья Гонконг уступал лишь Токио). Британский капитал был сосредоточен в страховании (около 50 % рынка колонии), банковском деле (около 25 % рынка), судоходстве (около 25 % морских перевозок между Гонконгом и Западной Европой), коммунальном хозяйстве и сфере телекоммуникаций, а также в промышленности (49 предприятий и более 10,8 тыс. занятых в часовой, химической, текстильной и электронной отраслях). Бизнесменам из стран АСЕАН принадлежала 171 компания, в том числе коммерсантам из Сингапура — 103. Общий капитал «Гонконг-Шанхайской банковской корпорации» достиг 470 млрд гонк. долл. (41 % активов банка размещался в США, 29 % — в Гонконге, 15 % — в Великобритании). В профсоюзах состояло 20 % лиц наёмного труда (в обрабатывающей промышленности — менее 10 % рабочих). |
| 1984 год | Будущее Гонконга было основной темой переговоров между руководством Китая и британским министром иностранных дел Джеффри Хау, который в апреле и июле посещал Пекин. В конце июня в Пекине начала работу постоянная китайско-британская группа, задачей которой была окончательная доработка двустороннего соглашения по Гонконгу. 18 сентября стороны одобрили текст договора, который и был опубликован 26 сентября в Гонконге, Лондоне и Пекине. 5 и 10 декабря соглашение одобрили соответственно нижняя и верхняя палаты британского парламента, а 19 декабря в Пекине премьер-министр Великобритании Маргарет Тэтчер и премьер Госсовета КНР Чжао Цзыян подписали Совместную декларацию по вопросу Гонконга, согласно которой 1 июля 1997 года Гонконг должен был вернуться под суверенитет Китая. Во внешней торговле Гонконга лидирующие позиции занимали США (44,4 % экспорта) и Китай (11,7 % экспорта и 25,5 % импорта). На службе у гонконгского правительства находилось более 170 тыс. человек, чьё содержание обходилось почти в 9 млрд гонк. долл. (более 33 % бюджета колонии). Расходы властей на здравоохранение достигли 3 млрд гонк. долл., составив 9,1 % колониального бюджета; одна больничная койка приходилась на 222 жителей. Инвестиции Австралии в экономику Гонконга составили 312 млн ам. долл., Тайваня — 268 млн ам. долл., стран ЕЭС — 172 млн ам. долл. (среди крупнейших инвесторов — Нидерланды, Западная Германия, Дания и Франция), Южной Кореи — 150 млн ам. долларов. В этом же году прошла забастовка таксистов, вызванная повышением налогов (кое-где забастовка переросла в уличные беспорядки); открылся Городской политехнический институт, принявший 2,6 тыс. студентов. В высших учебных заведениях обучалось 2,6 % молодёжи соответствующего возраста (в начальной школе — 38,7 %, в средней — 35,8 %, в средних профтехучилищах — 7,1 %). На 10 тыс. учеников средних школ приходилось 68 студентов вузов. Более 90 % средних школ использовали в качестве основного языка обучения английский. Из 2 млн самодеятельного населения только 8 % имело специальное образование. В колонию из КНР прибыло почти 28 тыс. иммигрантов. В период с 1981 по 1984 год в Китай депортировалось в среднем по 9—14 тыс. человек за год. |
| 1985 год | В марте состоялись выборы в 19 районных советов. 7 мая Гонконгская товарная биржа была переименована в Гонконгскую фьючерсную биржу. 21 мая британско-китайская декларация по Гонконгу была ратифицирована, а 27 мая в Пекине произошёл обмен ратификационными грамотами. 31 мая началось движение поездов на «Островной» линии метро (или «Айленд»), которая протянулась вдоль северного побережья острова Гонконг. В июле в Пекине состоялось первое заседание Комитета по разработке Основного закона Гонконга (председателем комитета был начальник канцелярии Госсовета КНР по делам Гонконга и Макао Цзи Пэнфэй). С гонконгской стороны в работе комитета принимали участие такие крупные бизнесмены, как президент Генеральной китайской торговой палаты Хо Индун (Генри Фок), директор компании «Наньлянь Шие» Ань Цзыцзе, директор «Восточно-Азиатского банка» Ли Гобао (Ли Куок По), судоходный магнат Бао Юйган. Также в июле начала свои полёты авиакомпания Dragonair. 27 сентября впервые прошли выборы 24 членов Законодательного совета Гонконга на трёхлетний срок (ещё 22 члена совета были назначены губернатором и 10 членов вошли в его состав по должности). В этом же году был открыт 44-этажный небоскрёб «Гонконг-Шанхайской банковской корпорации» (179 м), спроектированный архитектором Норманом Фостером. Американские инвестиции в экономику Гонконга достигли 5 млрд ам. долларов, внешнеторговый оборот между США и Гонконгом составил 12 млрд ам. долл. (на США приходилось 45 % гонконгского экспорта, в основном одежда, текстиль, интегральные схемы, табак, овощи и фрукты). Общая сумма инвестиций КНР в Гонконге также составила около 5 млрд ам. долл., сравнявшись с американскими. Число официально зарегистрированных компаний из КНР превысило 150 (вместе с дочерними и полуофициальными компаниями их число приближалось к 3 тыс.). Объём внешней торговли между Тайванем и Гонконгом достиг почти 308 млн ам. долларов. Судоходный магнат Бао Юйган приобрёл контрольный пакет акций группы «Хуэйдэфэн» и установил контроль над «Чартерным банком». Доля служащих составляла 53 % среди лиц наёмного труда, а доля занятых в промышленности — 37 %. Федерация профсоюзов включала 70 организаций (166 тыс. членов), Совет профсоюзов — 70 организаций (35,5 тыс. членов), независимые профсоюзы — 251 организацию (157 тыс. членов). Средняя зарплата в промышленном секторе составляла 98 гонк. долл. в день (у четверти высококвалифицированных рабочих она превышала 115 гонк. долл.); за прошедшие пять лет цены выросли почти на 161 %; один врач приходился на 1124 жителя. В Гонконгском и Китайском университетах обучалось 14 тыс. студентов, в Политехническом институте — около 33 тыс. студентов и слушателей. |
| 1986 год | В апреле состоялось второе заседание Комитета по разработке Основного закона Гонконга, в конце ноября — третье. В этом же году был образован Региональный совет «Новых территорий». Авуары гонконгских банков достигли 1343,2 млрд гонк. долл. (возросли по сравнению с 1961 годом в 211 раз), а зарубежные операции составили 181,2 млрд гонк. долл. (увеличились по сравнению с 1969 годом в 755 раз). Символами экономического присутствия Китая в Гонконге были так называемые «три большие системы» — «Банк Китая», компании «Хуажунь», подчинявшаяся Министерству внешнеэкономических связей КНР, и «Чжаошанцзюй», подчинявшаяся Министерству транспорта КНР. В 1983—1986 годах из Гонконга ежегодно на постоянное место жительство выезжало в США 7—8 тыс. человек, в Канаду — 6—8 тыс., в Австралию — 3—4 тыс.. |
| 1987 год | 9 апреля губернатором Гонконга стал Девид Уилсон. В результате «чёрного понедельника» к концу октября фондовые рынки Гонконга упали на 45,5 %. Доходы от подконтрольных компаний и предприятий составили 12,5 % всех доходов колониальной администрации (38,2 млрд гонк. долл.). |
| 1988 год | В январе была основана деловая газета «Гонконг Экономик Таймс» (香港經濟日報), выходящая на китайском языке. В сентябре открылось движение по легкорельсовой линии «Лайт Рейл», которая соединила округа Тхюньмунь и Юньлон. В ноябре в округе Ваньчай открылся грандиозный Гонконгский центр конференций и выставок. В этом же году из Гонконга на постоянное место жительство выехало 45 тыс. человек, в основном высококвалифицированных специалистов со средним ежемесячным доходом в 15 тыс. гонк. долл.. |
| 1989 год | В начале года вследствие массовой эмиграции Гонконг ощущал острый дефицит 175 тыс. работников в различных отраслях экономики. 21 мая в колонии состоялась грандиозная демонстрация в поддержку выступлений китайских студентов (в ней приняло участие около 1,5 млн человек), что привело к заметному падению биржевого индекса Хан Сэн. После подавления в июне студенческого движения в Китае, что вызвало серьёзное беспокойство в Гонконге, эмиграция из колонии лишь усилилась. В знак протеста против политики китайских властей от участия в работе Комитета по разработке Основного закона Гонконга отказались главный редактор умеренной газеты «Минбао» Ча Лянпу и англиканский епископ Гонконга и Макао Куан Гуанцзэ. В сентябре был открыт подводный автомобильно-железнодорожный туннель «Истерн Харбор», соединивший остров Гонконг с Цзюлуном. В этом же году известный юрист Ло Дэчэн создал «Союз за новый Гонконг» (Синь Сяньган Ляньмэн). На предприятиях, созданных гонконгским капиталом в провинции Гуандун, работало более 2 млн человек. |

|                   |                   |                   |                   |
| Гонконг, 1961 год | Гонконг, 1978 год | Гонконг, 1983 год | Гонконг, 1988 год |

### 1990—2019 годы
| Дата     | Событие |
| 1990 год | 4 апреля 7-е Всекитайское собрание народных представителей КНР приняло Основной закон Гонконга. В этом же году был открыт самый высокий гонконгский небоскрёб — 72-этажная Башня Банка Китая (367 м). |
| 1991 год | В июле начала вещание радиостанция «Metro Broadcast Corporation», в августе — первый спутниковый телеканал «Star-TV». |
| 1992 год | 9 июля последним британским губернатором Гонконга стал Крис Паттен. В этом же году был открыт самый высокий гонконгский небоскрёб — 78-этажный «Сентрал Плаза» (374 м); Конгресс США утвердил акт, по которому Гонконг и после перехода под юрисдикцию Китая будет по всем экономическим вопросам рассматриваться Вашингтоном в качестве самостоятельного субъекта. |
| 1993 год | 1 апреля было создано Управление денежного обращения Гонконга. В июле «News Corporation» медиа-магната Руперта Мердока купила контрольный пакет акций телеканала «Star-TV». В октябре начал оказывать услуги первый оператор платного кабельного телевидения «Wharf Cable» (в 1998 году переименован в «Hong Kong Cable Television»). В декабре на острове Даюйшань состоялось открытие бронзовой статуи Большого Будды. |
| 1994 год | На базе баптистского колледжа, основанного в 1956 году, был создан Гонконгский баптистский университет. Экономика Гонконга была признана «самой свободной в мире» и по этому показателю удерживала первенство многие годы. |
| 1995 год | Была основана газета «Эппл Дейли» (蘋果日報), выходящая на китайском языке. |
| 1996 год | В марте начал вещание спутниковый телеканал «Феникс». 20 ноября в результате пожара в здании «Garley Building» (район Джордан, округ Яучиммон) 41 человек погиб и более 80 получили ранения. В этом же году аэропорт Кайтак, обслуживший 29,5 млн пассажиров и 1,56 млн т грузов, вошёл в тройку самых оживлённых аэропортов мира. |
| 1997 год | В апреле был официально открыт транспортный коридор «Лантау Линк», связавший остров Лантау с материковой частью Гонконга и островом Гонконг (движение по нему началось в мае); частью этого коридора стали грандиозные автомобильно-железнодорожные мосты Цинма и Капсюймун, а также подводный автомобильный туннель «Вестерн Харбор». 1 июля Гонконг перешёл под суверенитет КНР, в силу вступил Основной закон, главой администрации Сянгана стал Дун Цзяньхуа. На территории бывшей британской колонии был создан Специальный административный район, перешедший в непосредственное подчинение центральному правительству КНР. Он получил широкие права во всех сферах (включая независимые органы законодательной, исполнительной и судебной власти), за исключением обороны и внешней политики. Кроме того, Китай гарантировал в течение 50 лет абсолютную неизменность сложившегося в Гонконге социально-экономического строя, в том числе сохранность гонконгского доллара, статуса свободного порта и всех ранее заключённых международных соглашений. В октябре на фоне Азиатского финансового кризиса случился обвал биржевого индекса Хан Сэн. |
| 1998 год | В июне открылась линия «Тунчхун», соединившая острова Гонконг и Лантау. В июле начал функционировать новый международный аэропорт Гонконга, а также открылось движение поездов на линии «Эйрпорт Экспресс», соединившей остров Гонконг с аэропортом (старый аэропорт Кайтак был выведен из эксплуатации). В этом же году были открыты 73-этажный небоскрёб «The Center» (346 м) и мост Тинкау, соединивший остров Цинъи с материковой частью «Новых территорий». |
| 1999 год | В марте на китайском языке начала выходить газета «The Sun» (太陽報). В начале июня в Гонконге бушевал тайфун «Мэгги» (в доках затонули две нефтяные баржи, загрязнившие соседний пляж), в августе — сильный тропический шторм «Сэм» (ливни привели к наводнению и многочисленным оползням, 1 человек погиб, около 330 получили ранения; кроме того, во время посадки в аэропорту Гонконга потерпел катастрофу самолёт авиакомпании «China Airlines», в результате чего 3 человека погибли и около 220 получили ранения), в сентябре — тайфун «Йорк» (вызвал сильное наводнение и разрушил тысячи домов, 2 человека погибли и более 500 получили ранения) и тропический шторм «Кам» (1 человек погиб и более 20 получили ранения). В этом же году был открыт 63-этажный небоскрёб «Cheung Kong Centre» (283 м). |
| 2000 год | В марте состоялось слияние Фондовой биржи Гонконга, Гонконгской фьючерсной биржи и компании «Hong Kong Securities Clearing Company Limited» (основана в 1989 году) в Гонконгскую фондовую биржу. В июне власти переименовали компанию Mass Transit Railway Corporation в MTR Corporation и продали часть её акций частным инвесторам. В этом же году в результате краха «доткомовского пузыря» в Гонконге случился биржевой кризис. |
| 2001 год | В мае в связи с эпидемией птичьего гриппа в Гонконге началось уничтожение всего поголовья кур (около 1,2 млн штук). В этом же году внешнеторговый оборот Гонконга превысил 391 млрд ам. долл. (в том числе с Китаем — почти 56 млрд ам. долл.), а валютные резервы — 111 млрд долл.; объём прямых гонконгских инвестиций в экономику КНР составил почти 200 млрд ам. долл.; в Гонконге было зарегистрировано более 3,2 тыс. иностранных представительств (в том числе более 1,8 тыс. китайских компаний); объём торгов на Гонконгской фондовой бирже составил 250 млрд ам. долл., уровень ВВП на душу населения — почти 25 тыс. ам. долл., Гонконг посетило 13,7 млн туристов. |
| 2002 год | В августе началось движение поездов на линии «Чёнкуаньоу», которая соединила округ Сайкун с островом Гонконг. В октябре грузовая авиакомпания Air Hong Kong стала совместным предприятием компаний Cathay Pacific и DHL. В ноябре власти легализовали бизнес футбольных букмекерских контор (ранее были разрешены только ставки на лошадиные бега, а принимавшая их компания Jockey Club являлась самым крупным налогоплательщиком Гонконга). |
| 2003 год | На февраль — май пришёлся пик эпидемии атипичной пневмонии или SARS, от которой скончалось почти 300 человек (реакцией на эпидемию стал биржевой кризис, разразившийся в Гонконге). 1 июля в ежегодном митинге протеста, организованном демократическими и правозащитными организациями, приняло участие около 500 тыс. человек. Также в июле в Гонконге прошли и другие массовые демонстрации протеста, особенно против нового закона в сфере национальной безопасности, который, по мнению оппозиции, может привести к ущемлению демократических прав и свобод. C 17 октября по 11 ноября прошёл грандиозный Harbour Fest, в котором приняли участие The Rolling Stones, Хосе Каррерас, Принс, Карлос Сантана, Крейг Дэвид, Нил Янг, Мишель Бранч, Gipsy Kings, Westlife, Air Supply, Тату, Twins, Карен Мок и многие другие. В декабре началось движение поездов на «Западной линии», которая соединила округа Яучиммон и Тхюньмунь. В этом же году был открыт самый высокий гонконгский небоскрёб — 88-этажная вторая башня Международного финансового центра (412 м). |
| 2004 год | В июне полиция провела крупномасштабную операцию против гонконгских триад, арестовав более 400 человек. В декабре началось движение поездов на линии «Маонсань», которая соединила новые жилмассивы округа Сатхинь с «Восточной линией». |
| 2005 год | 12 марта в отставку ушёл глава администрации Сянгана Дун Цзяньхуа. 25 июня вторым руководителем САР стал Дональд Цанг. 1 августа началось движение поездов на линии «Диснейленд Резорт», которая соединила одноимённый комплекс с линией «Тунчхун». 12 сентября на острове Даюйшань в округе Цюаньвань прошла церемония официального открытия парка развлечений «Диснейленд». 13—18 декабря в Гонконге прошла шестая министерская Конференция ВТО, сопровождавшаяся массовыми выступлениями антиглобалистов. |
| 2006 год | В сентябре на острове Даюйшань (Лантау) была официально открыта канатная дорога Ngong Ping 360. В этом же году был открыт 80-этажный небоскрёб «Nina Tower» (320 м). |
| 2007 год | В июле открылся «Западный коридор Гонконг — Шэньчжэнь», частью которого стал автомобильный мост через Шэньчжэньский залив (Шэньчжэньвань или Дип Бэй), соединивший «Новые территории» с шэньчжэньским районом Шэкоу. В сентябре популярная англоязычная газета «The Standard» стала бесплатной. 2 декабря бизнес государственного железнодорожного оператора Kowloon-Canton Railway Corporation был присоединён к MTR Corporation. Вследствие начавшегося мирового финансового кризиса в экономике Гонконга также наметились негативные тенденции. |
| 2008 год | 9—21 августа в рамках Пекинской Олимпиады в округе Шатянь (Шатин) на территории комплекса верховой езды прошли соревнования по конному спорту. 7—11 сентября там же прошли соревнования по конному спорту в рамках Паралимпиады. В этом же году были открыты 69-этажный небоскрёб «One Island East Centre» (298 м) и две 68-этажные башни комплекса «The Cullinan» (270 м). |
| 2009 год | В апреле 50 % акций гонконгского трамвая приобрела французская компания Veolia Transport. В конце мая — начале июня демократические круги Гонконга широко отметили 20-ю годовщину событий на площади Тяньаньмэнь. 5—13 декабря в Гонконге прошли V Восточно-Азиатские Игры, участие в которых приняли более 2,3 тыс. спортсменов из девяти национальных сборных. Также в декабре открылся мост Стоункаттерс, соединивший остров Цинъи с бывшим островом Стоункаттерс (Анчуаньчжоу). В этом же году от пандемии «свиного» гриппа умерли 4 человека (из более чем 32 тыс. инфицированных); был открыт 64-этажный небоскрёб «The Masterpiece» (257 м). |
| 2010 год | В апреле гонконгский трамвай перешёл в полную собственность компании Veolia Transport. В июне в мероприятиях, посвящённых 21-й годовщине событий на площади Тяньаньмэнь, приняли участие около 150 тыс. жителей Гонконга. В августе широкий резонанс получили трагические события с гонконгскими заложниками в Маниле. В этом же году в округе Яучиммон был открыт самый высокий гонконгский небоскрёб — 108-этажный Международный коммерческий центр (484 м). |
| 2011 год | 6 марта более 10 тыс. человек вышли на демонстрацию протеста против финансовой политики администрации (в ходе столкновений с полицией несколько человек получили травмы, десятки были арестованы). В этом же году Международный аэропорт Гонконга обслужил 53,9 млн пассажиров и 3,9 млн т грузов; гонконгский порт принял 205,7 тыс. судов, обработал 24,4 млн. TEU. |
| 2012 год | В январе после запрета фотографировать с улицы витрины перед местными магазинами Dolce & Gabbana прошли массовые демонстрации протеста. 1 июля третьим руководителем САР стал пропекинский политик Лян Чжэньин. 24 июля в Гонконге бушевал тайфун «Висенте» (ранения получили более 100 человек). В сентябре на фоне мощных антипекинских демонстраций прошли первые прямые выборы в Законодательный совет Гонконга. 1 октября у острова Ламма в результате столкновения пассажирского парома и прогулочного теплохода, который частично затонул, погибли 37 человек, более 100 были госпитализированы. Также в октябре в Гонконге прошёл 18-й чемпионат мира по сумо. |
| 2013 год | В мае в районе Тхиньсёйвай в результате аварии поезда наземного метро получили ранения 77 человек. В сентябре на Гонконг обрушился мощный тайфун «Усаги». В ноябре в результате столкновения скоростного парома, следовавшего из Гонконга в Макао, 87 человек получили травмы. |
| 2014 год | 1 января в Гонконге прошли многотысячные демонстрации оппозиции с требованиями демократизации избирательной системы, проведения прямых выборов и отставки Лён Чаньина; некоторые манифестанты попытались проникнуть на территорию штаба гонконгского гарнизона НОАК. 1 июля массовые демонстрации за либерализацию избирательной системы повторились, в них приняли участие до 500 тыс. человек (более 500 участников марша были задержаны). В конце августа Пекин утвердил порядок проведения выборов в Гонконге в 2017 году, сохранив за собой контроль над процессом выдвижения кандидатов. Отказ жителям Гонконга в праве проведения прямых всеобщих выборов с возможностью выдвижения продемократических кандидатов вызвал новую волну протестов. В ответ власти провели аресты активистов движения Occupy Central, выступающего за новый порядок выборов в Гонконге. В конце сентября новая волна протестов охватила Гонконг, десятки человек пострадали и были арестованы в результате столкновений демонстрантов с полицией. Тысячи студентов университетов и колледжей Гонконга организовали бойкот занятий. Многотысячные сидячие забастовки заблокировали деловой центр города, парализовав движение транспорта. Эпицентром волнений стал правительственный комплекс Тамар в районе Адмиралтейство и финансовый район Сентрал, а также район Монкок в Коулуне (кроме того, движение транспорта было перекрыто в соседних районах Ваньчай и Козуэй-Бей). В ответ китайские власти заблокировали доступ к ряду популярных социальных сетей и приложений обмена фотографиями, а также отменили занятия во всех школах, расположенных в центральной части Гонконга. В районах массовых волнений не работали офисы компаний и банков, магазины, школы, а также отделения банков и банкоматы. В начале октября, после отказа главы администрации Гонконга Лян Чжэньиня уйти в отставку, столкновения между демонстрантами с одной стороны и пропекински настроенными активистами и полицией с другой продолжились (среди активистов, нападавших на студентов, были выявлены члены местных триад). Вскоре демонстранты согласились освободить ряд районов, частично разобрать баррикады и приоткрыть движение для транспорта. В центральной части Гонконга возобновили работу правительственный комплекс, средние школы и некоторые отделения банков. Во время разбора полицией баррикад в правительственном квартале на демонстрантов вновь напали пропекинские активисты, близкие к триадам. Вскоре столкновения с полицией возобновились, после чего последовали массовые аресты демонстрантов. В Монкоке полиция несколько раз атаковала баррикады демонстрантов, десятки человек были арестованы и получили ранения. В ноябре столкновения между полицией и демонстрантами в Монкоке возобновились. После небольшого затишья судебные приставы разобрали баррикады возле правительственного комплекса, а демонстранты в ответ попытались ворваться в административное здание, что привело к новым столкновениям с полицией. В ходе новых столкновений, случившихся в конце ноября во время разбора баррикад в районе Монкок, полиция арестовала более ста активистов, в том числе двух студенческих лидеров. В начале декабря столкновения с полицией и аресты оппозиционеров продолжились и у административного комплекса в районе Адмиралтейство. К середине декабря полиция разобрала все три лагеря протестующих, располагавшиеся в районах Монкок, Адмиралтейство и Козуэй-Бей, но акции протеста продолжились. |
| 2015 год | В сентябре в результате крупного пожара, случившегося в гавани района Саукэйвань, сгорело девять небольших судов (рыбацких лодок и прогулочных яхт). В октябре у острова Лантау судно на подводных крыльях, следовавшее из Макао в Гонконг, столкнулось с неизвестным объектом, в результате чего более 120 пассажиров получили ранения. |
| 2016 год | В феврале в результате массовых беспорядков, случившихся в районе Вонкок, пострадали десятки человек. Конфликт возник между представителями санитарного департамента, которых поддержала полиция, и незаконными лоточниками, за которых вступились горожане. |
| 2017 год | В январе начался судебный процесс над бывшим главным министром администрации Гонконга Дональдом Цангом, обвиняемым в коррупции. В феврале суд приговорил Цанга к 20 месяцам заключения. В марте по результатам голосования коллегии выборщиков новым главой администрации Гонконга стала Кэрри Лам, чью кандидатуру поддерживал Пекин. 1 июля в Гонконге пышно отметили 20-ю годовщину возвращения Гонконга под суверенитет Китая. Прибывший в город председатель КНР Си Цзиньпин посетил инаугурацию главы Гонконга Кэрри Лам. 23 августа на Гонконг обрушился тайфун Хато: в аэропорту были отменены сотни рейсов, волны затопили набережные и первые этажи домов. |
| 2018 год | 10 февраля в результате аварии двухэтажного автобуса на Новых территориях погибло 19 человек, более 60 пассажиров получили ранения. В сентябре на Гонконг обрушился тайфун «Мангхут», в результате чего пострадали сотни людей и десятки зданий. |
| 2019 год | 9 июня около 1 млн человек вышли на улицы Гонконга, протестуя против готовящегося проекта закона об экстрадиции в Китай. Оппозиция выступила против растущего влияния Пекина на политику автономных властей Гонконга, опасаясь, что в Китай начнут высылать не только преступников, но и диссидентов и правозащитников. Протесты привели к тому, что правительство Гонконга вынуждено было отложить обсуждение законопроекта, однако это не уберегло город от жестоких уличных столкновений. 1 июля оппозиция попыталась сорвать церемонию поднятия флагов, которая ежегодно проводится в годовщину перехода Гонконга под юрисдикцию Китая. Одна из групп протестующих захватила здание Законодательного совета, однако полиция вскоре очистила правительственный комплекс. 2 июля премьер-министр Кэрри Лэм заявила об отказе от вызвавшего протесты закона об экстрадиции. 7 июля массовые демонстрации продолжились у вокзала Вест-Коулун, который связывает Гонконг с материковым Китаем. 13 июля протесты и столкновения с полицией вспыхнули в районе Сёнсёй Северного округа. Демонстранты выступали против «серой» торговли с материковым Китаем, в результате которой в Гонконге начался рост цен. 14 июля демонстрация оппозиции прошла в спальном округе Сатхинь. 21 июля массовые антиправительственные демонстрации продолжились в центральной части Гонконга. Оппозиция требовала проведения демократических реформ, введения всеобщего избирательного права и отставки главы администрации Гонконга. 27 июля столкновения демонстрантов с полицией произошли в районе Юньлон, а 28 июля — в районе Сайвань у здания The Westpoint, где базируются китайские государственные структуры, а также в районе Козуэй-Бей. 3—5 августа в районах Норт-Пойнт, Тхиньсёйвай и Вонтайсинь продолжались столкновения демонстрантов с полицией, а также с вооружёнными группами пропекинских боевиков. Оппозиция возводила баррикады, перекрывала улицы, а также блокировала полицейские участки. Кроме того, 5 августа в Гонконге прошла всеобщая забастовка, особенно ударившая по транспортному сектору города. 10—11 августа новые демонстрации прошли в районах Самсёйпоу и Козуэй-Бей, тысячи оппозиционеров участвовали в акциях протеста в Гонконгском аэропорту, из-за чего власти отменили сотни рейсов. 24 августа столкновения демонстрантов с полицией произошли в округе Куньтхон, а 25 августа — в округе Чхюньвань. 30 августа полиция арестовала лидеров протестов, в том числе Джошуа Вонга и Агнес Чоу. 31 августа во время разгона демонстрации полиция применила водомёты с несмываемой краской. 1 сентября демонстранты перекрыли движение поездов на линии Аэропорт-Экспресс и машин по мосту Цинма, которые связывают центр города с аэропортом, а 2 сентября заблокировали работу метро. 23 октября парламент Гонконга снял с повестки дня законопроект о выдаче преступников КНР, вызвавший массовые протесты. |

|                   |
| Гонконг, 2008 год |

### 2020—2030 годы
| Дата     | Событие |
| 2020 год | В первом квартале 2020 года ВВП Гонконга упал на 8,9 % в годовом исчислении, что стало самым крупным в истории падением ВВП за один квартал. В апреле китайские власти арестовали в Гонконге десятки представителей оппозиции, которые участвовали в 2019 году в антиправительственных демонстрациях. В мае в Гонконге возобновились массовые протесты против нового «законопроекта о защите национальной безопасности», который фактически упразднял гонконгскую автономию. Полиция использовала против демонстрантов слезоточивый газ. 30 июня Постоянный комитет Всекитайского собрания народных представителей принял закон о национальной безопасности Гонконга. После принятия закона в Гонконге вспыхнули новые протесты, полиция арестовала сотни участников антиправительственных акций. В ответ на принятие этого закона президент США Дональд Трамп ввёл новые санкции против Китая и отменил торгово-экономические преференции для Гонконга. В августе США ввели санкции в отношении главы администрации Гонконга Кэрри Лам и других китайских чиновников за ограничение политических свобод. Вскоре был арестован медиамагнат Джимми Лай, который поддерживал антипекинские выступления. Вместе с Лаем полиция задержала двоих его сыновей, а также нескольких сотрудников принадлежащих ему либеральной газеты Apple Daily и издательской группы Next Media. В конце августа на границе между Шэньчжэнем и Гонконгом официально открылся седьмой сухопутный контрольно-пропускной пункт Ляньтан-Сянъюаньвэй. |
| 2021 год | В декабре лишь 30 % зарегистрированных избирателей приняли участие в выборах в Законодательный совет. Количество мест в Законодательном совете выросло с 70 до 90, однако только 20 депутатов вместо прежних 35 можно было избрать напрямую. Баллотироваться в парламент Гонконга могли только «патриоты», лояльные Пекину. Крупнейшие демократические партии Гонконга своих кандидатов выдвинуть не смогли. Накануне выборов десятки влиятельных представителей оппозиции были отправлены в тюрьму за нарушение «закона о национальной безопасности». Другие были исключены из избирательных списков или, спасаясь от репрессий, бежали за границу. |
| 2023 год | В ноябре в Гонконге прошли первые в Азии Гей-игры. |

## Встречающиеся в статье сокращения
- гонк. долл. — гонконгский доллар
- ам. долл. — доллар США
- ф. ст. — фунт стерлингов